# Danh sách tàu ngầm lớp Balao
Lớp Balao là một trong những lớp tàu ngầm có thành tích xuất sắc nhất của Hải quân Hoa Kỳ trong Chiến tranh thế giới thứ hai. 120 tàu của lớp đã được đóng trong và sau Chiến tranh thế giới thứ 2, được đưa vào hoạt động từ tháng 2 năm 1943 đến tháng 9 năm 1948, với 12 chiếc được đưa vào hoạt động sau chiến tranh. Đây là lớp tàu ngầm có số lượng tàu nhiều nhất trong lịch sử Hải quân Hoa Kỳ. Chín trong số 52 tàu ngầm của lớp này bị đánh chìm bởi nhiều nguyên nhân khác nhau trong Chiến tranh thế giới thứ hai, cùng với năm chiếc bị mất sau chiến tranh, bao gồm một chiếc trong biên chế Thổ Nhĩ Kỳ năm 1953, một thuộc biên chế Argentina trong Chiến tranh Falklands năm 1982 và một trong biên chế Peru năm 1988. Ngoài ra, Lancetfish bị ngập và chìm khi đang lắp ráp tại Xưởng Đóng tàu Hải quân Boston vào ngày 15 tháng 3 năm 1945. Con tàu được trục vớt nhưng không được sửa chữa, và được đưa vào danh sách hạm đội dự bị sau chiến tranh cho đến khi bị tháo dỡ vào năm 1958. Một số tàu thuộc lớp này đã phục vụ tích cực trong Hải quân Hoa Kỳ đến giữa những năm 1970, và một chiếc (Hai Pao - gốc-Tusk) vẫn đang hoạt động trong Hải quân Trung Hoa Dân Quốc của Đài Loan.
Cải tiến chính của lớp Balao so với lớp Gato trước đó là tăng mức lặn sâu thử nghiệm từ 300 foot (91 m) đến 400 foot (120 m), được áp dụng cho lớp Tench sau đó. Điều này, kết hợp với việc có thời gian phục vụ thời chiến ngắn hơn so với các lớp tiền nhiệm, đã dẫn đến việc các tàu lớp Balao và Tench được ưu tiên cho các chương trình hiện đại hóa và tiếp tục phục vụ tích cực sau chiến tranh. 36 chiếc lớp Balao đã được hiện đại hóa theo các Chương trình Cải biên GUPPY khác nhau, và 19 chiếc khác được nhận gói nâng cấp Fleet Snorkel.

## Những tàu bị hủy đóng
Tổng cộng 125 tàu ngầm của Hoa Kỳ đã bị hủy bỏ việc đóng tàu trong Thế chiến thứ hai, tất cả trừ ba chiếc trong khoảng thời gian từ ngày 29 tháng 7 năm 1944 đến ngày 12 tháng 8 năm 1945. Các trường hợp ngoại lệ là USS Wahoo (SS-516), USS Unicorn (SS-436) và USS Walrus (SS-437), bị hủy bỏ ngày 7 tháng 1 năm 1946. Các tài liệu sau này đều có thống kê khác nhau về số lượng tàu ngầm bị hủy bỏ, nên không rõ trong số đó có bao nhiêu chiếc lớp Balao và bao nhiêu chiếc của lớp Tench. Một số tài liệu cho rằng tất cả các tàu ngầm được đánh số sau SS-416 đều thuộc lớp Tench; tuy nhiên, USS Trumpetfish (SS-425) và USS Tusk (SS-426) được phân vào lớp Balao. Điều này dẫn đến kết luận có mười tàu lớp Balao đã bị hủy đóng, bao gồm SS-353-360 và 379-380. Cơ quan Đăng ký Tàu của Hải quân Hoa Kỳ lại nghĩ khác. Họ coi mọi tàu ngầm không được đặt hàng chung cho lớp Tench thì sẽ phân là lớp Balao, và những tàu mang mã dự kiến SS-551 tới 562 sẽ thuộc một lớp mới trong tương lai. Điều này dẫn đến kết luận có 62 chiếc lớp Balao bị hủy đóng, 51 chiếc lớp Tench bị hủy đóng và 12 chiếc lớp SS-551 bị hủy bỏ. Hai trong số các tàu ngầm lớp Balao bị hủy đóng là Turbot và Ulua, đã được hạ thủy nhưng chưa hoàn thiện. Dù vậy chúng vẫn được sử dụng nhiều năm sau đó tại Annapolis và Norfolk, Virginia với vai trò là mẫu nghiên cứu thiết kế.

## Danh sách mã viết tắt
- AGSS - tàu ngầm phụ trợ (nhiều vai trò khác nhau bao gồm thử nghiệm sonar và một số thiết bị huấn luyện).
- FS - tàu ngầm cải biên theo cấu hình "Fleet Snorkel", được lắp đặt thêm ống bơm oxi và đảo thượng tầng dạng cánh buồm.
- G IA, G II, v.v. - các gói nâng cấp GUPPY khác nhau, thường bao gồm ống bơm oxi, đảo thượng tầng dạng cánh buồm, hệ thống ắc quy, sonar và các thiết bị điện tử cải tiến.
- IXSS - tàu ngầm chưa được phân loại.
- PT - tàu huấn luyện cho quân nhân dự bị hải quân, được báo cáo là kém hiệu quả vì thuyền viên phải dùng tàu không có chân vịt ở đuôi tàu.[4][5][6]
- SSA / ASSA - tàu ngầm vận tải.
- SSG - tàu ngầm mang tên lửa dẫn đường.
- SSP / ASSP / APSS / LPSS - tàu ngầm đổ bộ / chở quân.
- SSR - tàu ngầm mang trạm radar.
- Xóa đăng bạ - bị hủy bỏ và xóa khỏi Sổ Đăng ký Tàu Hải quân, thường được tháo dỡ hoặc dùng cho các mục đích khác, hoặc được bán cho các lực lượng hải quân nước ngoài.

## Danh sách các tàu trong lớp
| Tên tàu               | Mã hiệu         | Xưởng đóng                                                                                       | Đặt lườn             | Hạ thủy              | Biên chế/Tái biên chế | Hủy biên chế         | Số phận |
| --------------------- | --------------- | ------------------------------------------------------------------------------------------------ | -------------------- | -------------------- | --------------------- | -------------------- | --- |
| Balao                 | SS-285          | Xưởng Hải quân Portsmouth, Kittery, Maine                                                        | 26 tháng 6 năm 1942  | 27 tháng 10 năm 1942 | 4 tháng 2 năm 1943    | 20 tháng 8 năm 1946  | Đổi thành AGSS-1, tháng 4 năm 1960; xóa đăng bạ ngày 1 tháng 8 năm 1963, bị đánh chìm như một mục tiêu ngày 4 tháng 9 năm 1963, đài chỉ huy được trưng bày tại Bảo tàng Hải quân Hoa Kỳ, Xưởng Hải quân Washington, DC |
| Balao                 | SS-285          | Xưởng Hải quân Portsmouth, Kittery, Maine                                                        | 26 tháng 6 năm 1942  | 27 tháng 10 năm 1942 | 4 tháng 3 năm 1952    | 11 tháng 7 năm 1963  | Đổi thành AGSS-1, tháng 4 năm 1960; xóa đăng bạ ngày 1 tháng 8 năm 1963, bị đánh chìm như một mục tiêu ngày 4 tháng 9 năm 1963, đài chỉ huy được trưng bày tại Bảo tàng Hải quân Hoa Kỳ, Xưởng Hải quân Washington, DC |
| Billfish              | SS-286          | Xưởng Hải quân Portsmouth, Kittery, Maine                                                        | 23 tháng 7 năm 1942  | 12 tháng 11 năm 1942 | 20 tháng 4 năm 1943   | 1 tháng 11 năm 1946  | Hoán đổi thành tàu PT 1960-1968, AGSS 1 tháng 12 năm 1962; xóa đăng bạ ngày 1 tháng 4 năm 1968, tháo dỡ ngày 17 tháng 3 năm 1971 |
| Billfish              | SS-286          | Xưởng Hải quân Portsmouth, Kittery, Maine                                                        | 23 tháng 7 năm 1942  | 12 tháng 11 năm 1942 | 1 tháng 1 năm 1960    | 1 tháng 4 năm 1968   | Hoán đổi thành tàu PT 1960-1968, AGSS 1 tháng 12 năm 1962; xóa đăng bạ ngày 1 tháng 4 năm 1968, tháo dỡ ngày 17 tháng 3 năm 1971 |
| Bowfin                | SS-287          | Xưởng Hải quân Portsmouth, Kittery, Maine                                                        | 23 tháng 7 năm 1942  | 7 tháng 12 năm 1942  | 1 tháng 5 năm 1943    | 12 tháng 2 năm 1947  | Hoán đổi thành tàu PT 1960-1971, AGSS ngày 1 tháng 12 năm 1962, IXSS ngày 30 tháng 6 năm 1971; xóa đăng bạ ngày 1 tháng 12 năm 1971, tàu bảo tàng tại Trân Châu Cảng, Hawaii |
| Bowfin                | SS-287          | Xưởng Hải quân Portsmouth, Kittery, Maine                                                        | 23 tháng 7 năm 1942  | 7 tháng 12 năm 1942  | 27 tháng 7 năm 1951   | 22 tháng 4 năm 1954  | Hoán đổi thành tàu PT 1960-1971, AGSS ngày 1 tháng 12 năm 1962, IXSS ngày 30 tháng 6 năm 1971; xóa đăng bạ ngày 1 tháng 12 năm 1971, tàu bảo tàng tại Trân Châu Cảng, Hawaii |
| Bowfin                | SS-287          | Xưởng Hải quân Portsmouth, Kittery, Maine                                                        | 23 tháng 7 năm 1942  | 7 tháng 12 năm 1942  | 10 tháng 1 năm 1960   | 1 tháng 12 năm 1971  | Hoán đổi thành tàu PT 1960-1971, AGSS ngày 1 tháng 12 năm 1962, IXSS ngày 30 tháng 6 năm 1971; xóa đăng bạ ngày 1 tháng 12 năm 1971, tàu bảo tàng tại Trân Châu Cảng, Hawaii |
| Cabrilla              | SS-288          | Xưởng Hải quân Portsmouth, Kittery, Maine                                                        | 18 tháng 8 năm 1942  | 24 tháng 12 năm 1942 | 24 tháng 5 năm 1943   | 7 tháng 8 năm 1946   | Hoán đổi thành tàu PT 1960-1968, AGSS ngày 1 tháng 12 năm 1962; xóa đăng bạ ngày 30 tháng 6 năm 1968, tàu bảo tàng tại Galveston, Texas 1968-1971, bán tháo dỡ ngày 18 tháng 4 năm 1972 |
| Cabrilla              | SS-288          | Xưởng Hải quân Portsmouth, Kittery, Maine                                                        | 18 tháng 8 năm 1942  | 24 tháng 12 năm 1942 | tháng 5 năm 1960      | 30 tháng 6 năm 1968  | Hoán đổi thành tàu PT 1960-1968, AGSS ngày 1 tháng 12 năm 1962; xóa đăng bạ ngày 30 tháng 6 năm 1968, tàu bảo tàng tại Galveston, Texas 1968-1971, bán tháo dỡ ngày 18 tháng 4 năm 1972 |
| Capelin               | SS-289          | Xưởng Hải quân Portsmouth, Kittery, Maine                                                        | 14 tháng 9 năm 1942  | 20 tháng 1 năm 1943  | 4 tháng 6 năm 1943    | —                    | Mất tích ở phía bắc Sulawesi, ngày 2 tháng 12 năm 1943 |
| Cisco                 | SS-290          | Xưởng Hải quân Portsmouth, Kittery, Maine                                                        | 29 tháng 10 năm 1942 | 24 tháng 12 năm 1942 | 10 tháng 5 năm 1943   | —                    | Bị máy bay và tàu chiến Nhật bắn chìm, ngày 28 tháng 9 năm 1943 |
| Crevalle              | SS-291          | Xưởng Hải quân Portsmouth, Kittery, Maine                                                        | 14 tháng 11 năm 1942 | 22 tháng 2 năm 1943  | 24 tháng 6 năm 1943   | 29 tháng 7 năm 1946  | Hoán đổi thành tàu AGSS ngày 1 tháng 4 năm 1960, PT 1962-1968; xóa đăng bạ ngày 15 tháng 4 năm 1968, bán tháo dỡ ngày 17 tháng 3 năm 1971 |
| Crevalle              | SS-291          | Xưởng Hải quân Portsmouth, Kittery, Maine                                                        | 14 tháng 11 năm 1942 | 22 tháng 2 năm 1943  | 6 tháng 9 năm 1951    | 19 tháng 8 năm 1955  | Hoán đổi thành tàu AGSS ngày 1 tháng 4 năm 1960, PT 1962-1968; xóa đăng bạ ngày 15 tháng 4 năm 1968, bán tháo dỡ ngày 17 tháng 3 năm 1971 |
| Crevalle              | SS-291          | Xưởng Hải quân Portsmouth, Kittery, Maine                                                        | 14 tháng 11 năm 1942 | 22 tháng 2 năm 1943  | 11 tháng 4 năm 1957   | 9 tháng 3 năm 1962   | Hoán đổi thành tàu AGSS ngày 1 tháng 4 năm 1960, PT 1962-1968; xóa đăng bạ ngày 15 tháng 4 năm 1968, bán tháo dỡ ngày 17 tháng 3 năm 1971 |
| Devilfish             | SS-292          | Công ty Đóng tàu Cramp, Philadelphia, Pennsylvania                                               | 31 tháng 3 năm 1942  | 30 tháng 5 năm 1943  | 1 tháng 9 năm 1944    | 30 tháng 9 năm 1946  | Hoán đổi thành tàu AGSS ngày 1 tháng 12 năm 1962; xóa đăng bạ ngày 1 tháng 3 năm 1967, bị đánh chìm như một mục tiêu ngoài khơi San Francisco, California, ngày 14 tháng 8 năm 1968 |
| Dragonet              | SS-293          | Công ty Đóng tàu Cramp, Philadelphia, Pennsylvania                                               | 28 tháng 4 năm 1942  | 18 tháng 4 năm 1943  | 6 tháng 3 năm 1944    | 16 tháng 4 năm 1946  | Xóa đăng bạ ngày 1 tháng 6 năm 1961, đánh chìm ở Vịnh Chesapeake sau đợt thử nghiệm ngày 17 tháng 9 năm 1961 |
| Escolar               | SS-294          | Công ty Đóng tàu Cramp, Philadelphia, Pennsylvania                                               | 10 tháng 6 năm 1942  | 18 tháng 4 năm 1943  | 2 tháng 6 năm 1944    | —                    | Mất tích không rõ nguyên nhân, có thể do mìn chống ngầm của Nhật, ngày 17 tháng 10 năm 1944 |
| Hackleback            | SS-295          | Công ty Đóng tàu Cramp, Philadelphia, Pennsylvania                                               | 15 tháng 8 năm 1942  | 30 tháng 5 năm 1943  | 7 tháng 11 năm 1944   | 20 tháng 3 năm 1946  | Hoán đổi thành tàu AGSS ngày 1 tháng 12 năm 1962; xóa đăng bạ ngày 1 tháng 3 năm 1967, bán tháo dỡ ngày 4 tháng 12 năm 1968 |
| Lancetfish            | SS-296          | - Công ty Đóng tàu Cramp, Philadelphia, Pennsylvania - Xưởng Đóng tàu Hải quân Boston            | 30 tháng 9 năm 1942  | 15 tháng 8 năm 1943  | 12 tháng 2 năm 1945   | 24 tháng 3 năm 1945  | Bị lụt và chìm tại Xưởng Hải quân Boston ngày 15 tháng 3 năm 1945, được trục vớt nhưng không được sửa chữa, đưa về hạm đội dự bị; xóa đăng bạ ngày 9 tháng 6 năm 1958, bán tháo dỡ ngày 20 tháng 8 năm 1959 |
| Ling                  | SS-297          | - Công ty Đóng tàu Cramp, Philadelphia, Pennsylvania - Xưởng Đóng tàu Hải quân Boston            | 2 tháng 11 năm 1942  | 15 tháng 8 năm 1943  | 8 tháng 6 năm 1945    | 26 tháng 10 năm 1946 | Hoán đổi thành tàu PT 1960-1971, AGSS ngày 1 tháng 12 năm 1962, IXSS ngày 30 tháng 6 năm 1971; xóa đăng bạ ngày 1 tháng 12 năm 1971, tàu bảo tàng tại Hackensack, New Jersey |
| Ling                  | SS-297          | - Công ty Đóng tàu Cramp, Philadelphia, Pennsylvania - Xưởng Đóng tàu Hải quân Boston            | 2 tháng 11 năm 1942  | 15 tháng 8 năm 1943  | tháng 3 năm 1960      | 1 tháng 12 năm 1971  | Hoán đổi thành tàu PT 1960-1971, AGSS ngày 1 tháng 12 năm 1962, IXSS ngày 30 tháng 6 năm 1971; xóa đăng bạ ngày 1 tháng 12 năm 1971, tàu bảo tàng tại Hackensack, New Jersey |
| Lionfish              | SS-298          | - Công ty Đóng tàu Cramp, Philadelphia, Pennsylvania - Xưởng Hải quân Portsmouth, Kittery, Maine | 15 tháng 12 năm 1942 | 7 tháng 11 năm 1943  | 1 tháng 11 năm 1944   | 16 tháng 1 năm 1946  | Hoán đổi thành tàu PT 1960-1971, AGSS ngày 1 tháng 12 năm 1962, IXSS ngày 30 tháng 6 năm 1971; xóa đăng bạ ngày 20 tháng 12 năm 1971, tàu bảo tàng tại Fall River, Massachusetts |
| Lionfish              | SS-298          | - Công ty Đóng tàu Cramp, Philadelphia, Pennsylvania - Xưởng Hải quân Portsmouth, Kittery, Maine | 15 tháng 12 năm 1942 | 7 tháng 11 năm 1943  | 31 tháng 1 năm 1951   | 15 tháng 12 năm 1953 | Hoán đổi thành tàu PT 1960-1971, AGSS ngày 1 tháng 12 năm 1962, IXSS ngày 30 tháng 6 năm 1971; xóa đăng bạ ngày 20 tháng 12 năm 1971, tàu bảo tàng tại Fall River, Massachusetts |
| Lionfish              | SS-298          | - Công ty Đóng tàu Cramp, Philadelphia, Pennsylvania - Xưởng Hải quân Portsmouth, Kittery, Maine | 15 tháng 12 năm 1942 | 7 tháng 11 năm 1943  | 1 tháng 3 năm 1960    | 20 tháng 12 năm 1971 | Hoán đổi thành tàu PT 1960-1971, AGSS ngày 1 tháng 12 năm 1962, IXSS ngày 30 tháng 6 năm 1971; xóa đăng bạ ngày 20 tháng 12 năm 1971, tàu bảo tàng tại Fall River, Massachusetts |
| Manta                 | SS-299          | - Công ty Đóng tàu Cramp, Philadelphia, Pennsylvania - Xưởng Hải quân Portsmouth, Kittery, Maine | 15 tháng 1 năm 1943  | 7 tháng 11 năm 1943  | 18 tháng 12 năm 1944  | 10 tháng 6 năm 1946  | Hoán đổi thành tàu AGSS 16 tháng 8 năm 1949, tàu mục tiêu 1949-1953, PT 1960-1967, làm thử nghiệm thân tàu 1967-1969; xóa đăng bạ ngày 30 tháng 6 năm 1967, bị đánh chìm như một mục tiêu ngày 16 tháng 7 năm 1969 |
| Manta                 | SS-299          | - Công ty Đóng tàu Cramp, Philadelphia, Pennsylvania - Xưởng Hải quân Portsmouth, Kittery, Maine | 15 tháng 1 năm 1943  | 7 tháng 11 năm 1943  | 2 tháng 8 năm 1949    | 6 tháng 12 năm 1955  | Hoán đổi thành tàu AGSS 16 tháng 8 năm 1949, tàu mục tiêu 1949-1953, PT 1960-1967, làm thử nghiệm thân tàu 1967-1969; xóa đăng bạ ngày 30 tháng 6 năm 1967, bị đánh chìm như một mục tiêu ngày 16 tháng 7 năm 1969 |
| Manta                 | SS-299          | - Công ty Đóng tàu Cramp, Philadelphia, Pennsylvania - Xưởng Hải quân Portsmouth, Kittery, Maine | 15 tháng 1 năm 1943  | 7 tháng 11 năm 1943  | 1 tháng 4 năm 1960    | 30 tháng 6 năm 1967  | Hoán đổi thành tàu AGSS 16 tháng 8 năm 1949, tàu mục tiêu 1949-1953, PT 1960-1967, làm thử nghiệm thân tàu 1967-1969; xóa đăng bạ ngày 30 tháng 6 năm 1967, bị đánh chìm như một mục tiêu ngày 16 tháng 7 năm 1969 |
| Moray                 | SS-300          | Công ty Đóng tàu Cramp, Philadelphia, Pennsylvania                                               | 21 tháng 4 năm 1943  | 14 tháng 5 năm 1944  | 26 tháng 1 năm 1945   | 12 tháng 4 năm 1946  | AGSS 1 tháng 12 năm 1962; xóa đăng bạ ngày 1 tháng 4 năm 1967, bị đánh chìm như một mục tiêu 18 tháng 6 năm 1970 |
| Roncador              | SS-301          | Công ty Đóng tàu Cramp, Philadelphia, Pennsylvania                                               | 21 tháng 4 năm 1943  | 14 tháng 5 năm 1944  | 8 tháng 6 năm 1945    | 26 tháng 10 năm 1946 | Hoán đổi thành tàu PT 1960-1971, AGSS ngày 1 tháng 12 năm 1962, IXSS ngày 30 tháng 6 năm 1971; xóa đăng bạ ngày 1 tháng 12 năm 1971, bán tháo dỡ ngày 1 tháng 2 năm 1973, đài chỉ huy được trưng bày tại Bảo tàng Hải quân Hoa Kỳ, Xưởng Hải quân Washington, DC, bánh lái được trưng bày tại Căn cứ Hải quân Point Loma, San Diego, California |
| Roncador              | SS-301          | Công ty Đóng tàu Cramp, Philadelphia, Pennsylvania                                               | 21 tháng 4 năm 1943  | 14 tháng 5 năm 1944  | tháng 2 nămruary 1960 | 1 tháng 12 năm 1971  | Hoán đổi thành tàu PT 1960-1971, AGSS ngày 1 tháng 12 năm 1962, IXSS ngày 30 tháng 6 năm 1971; xóa đăng bạ ngày 1 tháng 12 năm 1971, bán tháo dỡ ngày 1 tháng 2 năm 1973, đài chỉ huy được trưng bày tại Bảo tàng Hải quân Hoa Kỳ, Xưởng Hải quân Washington, DC, bánh lái được trưng bày tại Căn cứ Hải quân Point Loma, San Diego, California |
| Sabalo                | SS-302          | Công ty Đóng tàu Cramp, Philadelphia, Pennsylvania                                               | 5 tháng 6 năm 1943   | 4 tháng 6 năm 1944   | 19 tháng 6 năm 1945   | 7 tháng 8 năm 1946   | Hoán đổi thành tàu FS 1952; xóa đăng bạ ngày 1 tháng 7 năm 1971, bị đánh chìm như một mục tiêu ngày 21 tháng 2 năm 1973 |
| Sabalo                | SS-302          | Công ty Đóng tàu Cramp, Philadelphia, Pennsylvania                                               | 5 tháng 6 năm 1943   | 4 tháng 6 năm 1944   | 1 tháng 6 năm 1951    | 1 tháng 7 năm 1971   | Hoán đổi thành tàu FS 1952; xóa đăng bạ ngày 1 tháng 7 năm 1971, bị đánh chìm như một mục tiêu ngày 21 tháng 2 năm 1973 |
| Sablefish             | SS-303          | Công ty Đóng tàu Cramp, Philadelphia, Pennsylvania                                               | 5 tháng 6 năm 1943   | 4 tháng 6 năm 1944   | 18 tháng 12 năm 1945  | 1 tháng 11 năm 1969  | Hoán đổi thành tàu FS năm 1951, AGSS ngày 30 tháng 6 năm 1969; xóa đăng bạ ngày 1 tháng 11 năm 1969, bán tháo dỡ ngày 29 tháng 7 năm 1971 |
| Seahorse              | SS-304          | Xưởng Hải quân Mare Island, Vallejo, California                                                  | 1 tháng 7 năm 1942   | 9 tháng 1 năm 1943   | 31 tháng 3 năm 1943   | 2 tháng 3 năm 1946   | Hoán đổi thành tàu AGSS 1 tháng 12 năm 1962; xóa đăng bạ ngày 1 tháng 3 năm 1967, bán tháo dỡ ngày 4 tháng 12 năm 1968 |
| Skate                 | SS-305          | Xưởng Hải quân Mare Island, Vallejo, California                                                  | 1 tháng 8 năm 1942   | 4 tháng 3 năm 1943   | 15 tháng 4 năm 1943   | 11 tháng 12 năm 1946 | Sống sót qua Chiến dịch Crossroad tháng 7 năm 1946; bị đánh chìm như một mục tiêu ngày 5 tháng 10 năm 1948, xóa đăng bạ ngày 21 tháng 10 năm 1948 |
| Tang                  | SS-306          | Xưởng Hải quân Mare Island, Vallejo, California                                                  | 15 tháng 1 năm 1943  | 17 tháng 8 năm 1943  | 15 tháng 10 năm 1943  | —                    | Chìm do trúng ngư lôi bị lỗi chạy quay tròn, ngày 24 tháng 10 năm 1944 |
| Tilefish              | SS-307          | Xưởng Hải quân Mare Island, Vallejo, California                                                  | 10 tháng 3 năm 1943  | 25 tháng 10 năm 1943 | 15 tháng 12 năm 1943  | 12 tháng 10 năm 1959 | Hoán đổi thành tàu FS 1960, chuyển giao cho Venezuela dưới tên Carite ngày 4 tháng 5 năm 1960; xóa đăng bạ ngày 1 tháng 12 năm 1960, được Venezuela bán tháo dỡ ngày 28 tháng 1 năm 1977 |
| Tilefish              | SS-307          | Xưởng Hải quân Mare Island, Vallejo, California                                                  | 10 tháng 3 năm 1943  | 25 tháng 10 năm 1943 | 30 tháng 1 năm 1960   | 4 tháng 5 năm 1960   | Hoán đổi thành tàu FS 1960, chuyển giao cho Venezuela dưới tên Carite ngày 4 tháng 5 năm 1960; xóa đăng bạ ngày 1 tháng 12 năm 1960, được Venezuela bán tháo dỡ ngày 28 tháng 1 năm 1977 |
| Apogon                | SS-308          | Xưởng Hải quân Portsmouth, Kittery, Maine                                                        | 9 tháng 12 năm 1942  | 10 tháng 3 năm 1943  | 16 tháng 7 năm 1943   | —                    | Hoán đổi thành tàu điều khiển từ xa, chìm sau buổi thử nghiệm bom hạt nhân trong Chiến dịch Crossroad ngày 25 tháng 7 năm 1946; xóa đăng bạ ngày 25 tháng 2 năm 1947 |
| Aspro                 | SS-309          | Xưởng Hải quân Portsmouth, Kittery, Maine                                                        | 27 tháng 12 năm 1942 | 7 tháng 4 năm 1943   | 31 tháng 7 năm 1943   | 30 tháng 1 năm 1946  | Hoán đổi thành tàu AGSS 1 tháng 7 năm 1960; xóa đăng bạ ngày 1 tháng 9 năm 1962, bị đánh chìm như một mục tiêu ngày 16 tháng 11 năm 1962 |
| Aspro                 | SS-309          | Xưởng Hải quân Portsmouth, Kittery, Maine                                                        | 27 tháng 12 năm 1942 | 7 tháng 4 năm 1943   | 23 tháng 9 năm 1951   | 30 tháng 4 năm 1954  | Hoán đổi thành tàu AGSS 1 tháng 7 năm 1960; xóa đăng bạ ngày 1 tháng 9 năm 1962, bị đánh chìm như một mục tiêu ngày 16 tháng 11 năm 1962 |
| Batfish               | SS-310          | Xưởng Hải quân Portsmouth, Kittery, Maine                                                        | 27 tháng 12 năm 1942 | 5 tháng 5 năm 1943   | 21 tháng 8 năm 1943   | 6 tháng 4 năm 1946   | Hoán đổi thành tàu AGSS ngày 1 tháng 12 năm 1962, PT 1960-1969; xóa đăng bạ ngày 1 tháng 11 năm 1969, tàu bảo tàng tại Muskogee, Oklahoma |
| Batfish               | SS-310          | Xưởng Hải quân Portsmouth, Kittery, Maine                                                        | 27 tháng 12 năm 1942 | 5 tháng 5 năm 1943   | 7 tháng 3 năm 1952    | tháng 1 năm 1960     | Hoán đổi thành tàu AGSS ngày 1 tháng 12 năm 1962, PT 1960-1969; xóa đăng bạ ngày 1 tháng 11 năm 1969, tàu bảo tàng tại Muskogee, Oklahoma |
| Batfish               | SS-310          | Xưởng Hải quân Portsmouth, Kittery, Maine                                                        | 27 tháng 12 năm 1942 | 5 tháng 5 năm 1943   | tháng 1 năm 1960      | 1 tháng 11 năm 1969  | Hoán đổi thành tàu AGSS ngày 1 tháng 12 năm 1962, PT 1960-1969; xóa đăng bạ ngày 1 tháng 11 năm 1969, tàu bảo tàng tại Muskogee, Oklahoma |
| Archerfish            | SS-311          | Xưởng Hải quân Portsmouth, Kittery, Maine                                                        | 22 tháng 1 năm 1943  | 28 tháng 5 năm 1943  | 4 tháng 9 năm 1943    | 12 tháng 6 năm 1946  | Hoán đổi thành tàu AGSS 22 tháng 2 năm 1960; xóa đăng bạ ngày 1 tháng 5 năm 1968, bị đánh chìm như một mục tiêu ngày 19 tháng 10 năm 1968 |
| Archerfish            | SS-311          | Xưởng Hải quân Portsmouth, Kittery, Maine                                                        | 22 tháng 1 năm 1943  | 28 tháng 5 năm 1943  | 7 tháng 3 năm 1952    | 21 tháng 10 năm 1955 | Hoán đổi thành tàu AGSS 22 tháng 2 năm 1960; xóa đăng bạ ngày 1 tháng 5 năm 1968, bị đánh chìm như một mục tiêu ngày 19 tháng 10 năm 1968 |
| Archerfish            | SS-311          | Xưởng Hải quân Portsmouth, Kittery, Maine                                                        | 22 tháng 1 năm 1943  | 28 tháng 5 năm 1943  | 1 tháng 8 năm 1957    | 1 tháng 5 năm 1968   | Hoán đổi thành tàu AGSS 22 tháng 2 năm 1960; xóa đăng bạ ngày 1 tháng 5 năm 1968, bị đánh chìm như một mục tiêu ngày 19 tháng 10 năm 1968 |
| Burrfish              | SS-312          | Xưởng Hải quân Portsmouth, Kittery, Maine                                                        | 24 tháng 2 năm 1943  | 18 tháng 6 năm 1943  | 13 tháng 9 năm 1943   | 10 tháng 10 năm 1946 | Hoán đổi thành tàu SSR 1 tháng 2 năm 1949, SS 15 tháng 1 năm 1961, chuyển giao cho Canada dưới tên Grilse ngày 11 tháng 5 năm 1961; trao trả cho Mỹ và xóa đăng bạ ngày 19 tháng 7 năm 1969, bị đánh chìm như một mục tiêu ngày 19 tháng 11 năm 1969                                                                                            |
| Burrfish              | SS-312          | Xưởng Hải quân Portsmouth, Kittery, Maine                                                        | 24 tháng 2 năm 1943  | 18 tháng 6 năm 1943  | 2 tháng 11 năm 1948   | 17 tháng 12 năm 1956 | Hoán đổi thành tàu SSR 1 tháng 2 năm 1949, SS 15 tháng 1 năm 1961, chuyển giao cho Canada dưới tên Grilse ngày 11 tháng 5 năm 1961; trao trả cho Mỹ và xóa đăng bạ ngày 19 tháng 7 năm 1969, bị đánh chìm như một mục tiêu ngày 19 tháng 11 năm 1969                                                                                            |
| Burrfish              | SS-312          | Xưởng Hải quân Portsmouth, Kittery, Maine                                                        | 24 tháng 2 năm 1943  | 18 tháng 6 năm 1943  | 17 tháng 1 năm 1961   | 11 tháng 5 năm 1961  | Hoán đổi thành tàu SSR 1 tháng 2 năm 1949, SS 15 tháng 1 năm 1961, chuyển giao cho Canada dưới tên Grilse ngày 11 tháng 5 năm 1961; trao trả cho Mỹ và xóa đăng bạ ngày 19 tháng 7 năm 1969, bị đánh chìm như một mục tiêu ngày 19 tháng 11 năm 1969                                                                                            |
| Perch                 | SS-313          | Công ty Electric Boat, Groton, Connecticut                                                       | 5 tháng 1 năm 1943   | 12 tháng 9 năm 1943  | 7 tháng 1 năm 1944    | 15 tháng 1 năm 1947  | Hoán đổi thành tàu SSP ngày 20 tháng 1 năm 1948, ASSP 31 tháng 1 năm 1950, APSS 24 tháng 10 năm 1956, PT 1967-1971, LPSS 1 tháng 1 năm 1969, IXSS 30 tháng 6 năm 1971; xóa đăng bạ ngày 1 tháng 12 năm 1971, bán tháo dỡ ngày 15 tháng 1 năm 1973                                                                                               |
| Perch                 | SS-313          | Công ty Electric Boat, Groton, Connecticut                                                       | 5 tháng 1 năm 1943   | 12 tháng 9 năm 1943  | 20 tháng 5 năm 1948   | 31 tháng 3 năm 1960  | Hoán đổi thành tàu SSP ngày 20 tháng 1 năm 1948, ASSP 31 tháng 1 năm 1950, APSS 24 tháng 10 năm 1956, PT 1967-1971, LPSS 1 tháng 1 năm 1969, IXSS 30 tháng 6 năm 1971; xóa đăng bạ ngày 1 tháng 12 năm 1971, bán tháo dỡ ngày 15 tháng 1 năm 1973                                                                                               |
| Perch                 | SS-313          | Công ty Electric Boat, Groton, Connecticut                                                       | 5 tháng 1 năm 1943   | 12 tháng 9 năm 1943  | 11 tháng 11 năm 1961  | 27 tháng 5 năm 1967  | Hoán đổi thành tàu SSP ngày 20 tháng 1 năm 1948, ASSP 31 tháng 1 năm 1950, APSS 24 tháng 10 năm 1956, PT 1967-1971, LPSS 1 tháng 1 năm 1969, IXSS 30 tháng 6 năm 1971; xóa đăng bạ ngày 1 tháng 12 năm 1971, bán tháo dỡ ngày 15 tháng 1 năm 1973                                                                                               |
| Shark                 | SS-314          | Công ty Electric Boat, Groton, Connecticut                                                       | 28 tháng 1 năm 1943  | 17 tháng 10 năm 1943 | 14 tháng 2 năm 1944   | —                    | Chìm trong một cuộc tấn công của tàu chiến Nhật, 24 tháng 10 năm 1944 |
| Sealion               | SS-315          | Công ty Electric Boat, Groton, Connecticut                                                       | 25 tháng 2 năm 1943  | 31 tháng 10 năm 1943 | 8 tháng 3 năm 1944    | 16 tháng 2 năm 1946  | Hoán đổi thành tàu SSP ngày 5 tháng 4 năm 1948, ASSP 31 tháng 1 năm 1950, APSS 24 tháng 10 năm 1956, PT 1960-1961, LPSS 1 tháng 1 năm 1969; xóa đăng bạ ngày 15 tháng 3 năm 1977, bị đánh chìm như một mục tiêu 8 tháng 7 năm 1978 |
| Sealion               | SS-315          | Công ty Electric Boat, Groton, Connecticut                                                       | 25 tháng 2 năm 1943  | 31 tháng 10 năm 1943 | 2 tháng 11 năm 1948   | 30 tháng 6 năm 1960  | Hoán đổi thành tàu SSP ngày 5 tháng 4 năm 1948, ASSP 31 tháng 1 năm 1950, APSS 24 tháng 10 năm 1956, PT 1960-1961, LPSS 1 tháng 1 năm 1969; xóa đăng bạ ngày 15 tháng 3 năm 1977, bị đánh chìm như một mục tiêu 8 tháng 7 năm 1978 |
| Sealion               | SS-315          | Công ty Electric Boat, Groton, Connecticut                                                       | 25 tháng 2 năm 1943  | 31 tháng 10 năm 1943 | 20 tháng 10 năm 1961  | 20 tháng 2 năm 1970  | Hoán đổi thành tàu SSP ngày 5 tháng 4 năm 1948, ASSP 31 tháng 1 năm 1950, APSS 24 tháng 10 năm 1956, PT 1960-1961, LPSS 1 tháng 1 năm 1969; xóa đăng bạ ngày 15 tháng 3 năm 1977, bị đánh chìm như một mục tiêu 8 tháng 7 năm 1978 |
| Barbel                | SS-316          | Công ty Electric Boat, Groton, Connecticut                                                       | 11 tháng 3 năm 1943  | 14 tháng 11 năm 1943 | 3 tháng 4 năm 1944    | —                    | Bị máy bay Nhật bắn chìm, 4 tháng 2 năm 1945 |
| Barbero               | SS-317          | Công ty Electric Boat, Groton, Connecticut                                                       | 25 tháng 3 năm 1943  | 12 tháng 12 năm 1943 | 29 tháng 4 năm 1944   | 30 tháng 6 năm 1950  | Hoán đổi thành tàu SSA 5 tháng 4 năm 1948, ASSA 31 tháng 1 năm 1950, SSG 25 tháng 10 năm 1955; xóa đăng bạ ngày 1 tháng 7 năm 1964, bị đánh chìm như một mục tiêu 7 tháng 10 năm 1964 |
| Barbero               | SS-317          | Công ty Electric Boat, Groton, Connecticut                                                       | 25 tháng 3 năm 1943  | 12 tháng 12 năm 1943 | 28 tháng 10 năm 1955  | 30 tháng 6 năm 1964  | Hoán đổi thành tàu SSA 5 tháng 4 năm 1948, ASSA 31 tháng 1 năm 1950, SSG 25 tháng 10 năm 1955; xóa đăng bạ ngày 1 tháng 7 năm 1964, bị đánh chìm như một mục tiêu 7 tháng 10 năm 1964 |
| Baya                  | SS-318          | Công ty Electric Boat, Groton, Connecticut                                                       | 8 tháng 4 năm 1943   | 2 tháng 1 năm 1944   | 20 tháng 5 năm 1944   | 14 tháng 5 năm 1946  | Hoán đổi thành tàu AGSS 16 tháng 8 năm 1949 (thử nghiệm sonar); xóa đăng bạ ngày 30 tháng 10 năm 1972, bán tháo dỡ ngày tháng 10 năm 1973 |
| Baya                  | SS-318          | Công ty Electric Boat, Groton, Connecticut                                                       | 8 tháng 4 năm 1943   | 2 tháng 1 năm 1944   | 10 tháng 2 năm 1948   | 30 tháng 10 năm 1972 | Hoán đổi thành tàu AGSS 16 tháng 8 năm 1949 (thử nghiệm sonar); xóa đăng bạ ngày 30 tháng 10 năm 1972, bán tháo dỡ ngày tháng 10 năm 1973 |
| Becuna                | SS-319          | Công ty Electric Boat, Groton, Connecticut                                                       | 29 tháng 4 năm 1943  | 30 tháng 1 năm 1944  | 27 tháng 5 năm 1944   | 7 tháng 11 năm 1969  | Hoán đổi thành tàu G IA năm 1951, AGSS 1 tháng 10 năm 1969, SS 30 tháng 6 năm 1971; xóa đăng bạ ngày 15 tháng 8 năm 1973, tàu bảo tàng tại Philadelphia, PA |
| Bergall               | SS-320          | Công ty Electric Boat, Groton, Connecticut                                                       | 13 tháng 5 năm 1943  | 16 tháng 2 năm 1944  | 12 tháng 6 năm 1944   | 18 tháng 10 năm 1958 | Hoán đổi thành tàu FS 1952, chuyển giao cho Thổ Nhĩ Kỳ ngày 18 tháng 10 năm 1958 dưới tên Turgutreis; bán cho Thổ Nhĩ Kỳ và xóa đăng bạ ngày 15 tháng 2 năm 1973, xóa đăng bạ bởi Hải quân Thổ Nhĩ Kỳ ngày 5 tháng 4 năm 1983, đổi tên thành Ceryah Botu 6, lưu giữ tại Căn cứ Hải quân Gölcük tới khi được bán tháo dỡ ngày năm 2000           |
| Besugo                | SS-321          | Công ty Electric Boat, Groton, Connecticut                                                       | 27 tháng 5 năm 1943  | 27 tháng 2 năm 1944  | 19 tháng 6 năm 1944   | 21 tháng 3 năm 1958  | Hoán đổi thành tàu AGSS 1 tháng 12 năm 1962, FS 1966, chuyển giao cho Italy ngày 31 tháng 3 năm 1966 dưới tên Francesco Morosini; trao trả cho Mỹ và xóa đăng bạ ngày 15 tháng 11 năm 1975, bán tháo dỡ ngày 16 tháng 4 năm 1976 |
| Blackfin              | SS-322          | Công ty Electric Boat, Groton, Connecticut                                                       | 10 tháng 6 năm 1943  | 12 tháng 3 năm 1944  | 4 tháng 7 năm 1944    | 19 tháng 11 năm 1948 | Hoán đổi thành tàu G IA năm 1951; xóa đăng bạ ngày 15 tháng 9 năm 1972, bị đánh chìm như một mục tiêu 13 tháng 5 năm 1973 |
| Blackfin              | SS-322          | Công ty Electric Boat, Groton, Connecticut                                                       | 10 tháng 6 năm 1943  | 12 tháng 3 năm 1944  | 15 tháng 5 năm 1951   | 15 tháng 9 năm 1972  | Hoán đổi thành tàu G IA năm 1951; xóa đăng bạ ngày 15 tháng 9 năm 1972, bị đánh chìm như một mục tiêu 13 tháng 5 năm 1973 |
| Caiman                | SS-323          | Công ty Electric Boat, Groton, Connecticut                                                       | 24 tháng 6 năm 1943  | 30 tháng 3 năm 1944  | 17 tháng 7 năm 1944   | 30 tháng 6 năm 1972  | Hoán đổi thành tàu G IA năm 1951, bán cho Thỏ Nhĩ Kỳ ngày 30 tháng 6 năm 1972 dưới tên Dumlupinar (S339); xóa đăng bạ bởi Hải quân Thổ Nhĩ Kỳ ngày 6 tháng 2 năm 1983, đổi tên thành Ceryan Botu (Y-1247), bán tháo dỡ ngày 15 tháng 9 năm 1986                                                                                                 |
| Blenny                | SS-324          | Công ty Electric Boat, Groton, Connecticut                                                       | 8 tháng 7 năm 1943   | 9 tháng 4 năm 1944   | 27 tháng 7 năm 1944   | 7 tháng 11 năm 1969  | Hoán đổi thành tàu G IA 1951, AGSS ngày 1 tháng 10 năm 1969, SS 30 tháng 6 năm 1971; xóa đăng bạ ngày 15 tháng 8 năm 1973, đánh đắm ngày 7 tháng 6 năm 1989 làm rặng san hô nhân tạo tại Ocean City, Maryland |
| Blower                | SS-325          | Công ty Electric Boat, Groton, Connecticut                                                       | 15 tháng 7 năm 1943  | 23 tháng 4 năm 1944  | 10 tháng 8 năm 1944   | 16 tháng 11 năm 1950 | Hoán đổi thành tàu FS 1950, chuyển giao cho Thổ Nhĩ Kỳ ngày 16 tháng 11 năm 1950 dưới tên Dumlupinar (D-6); xóa đăng bạ ngày 20 tháng 12 năm 1950, chìm trong một va chạm với tàu MV Naboland ngày 4 tháng 4 năm 1953. |
| Blueback              | SS-326          | Công ty Electric Boat, Groton, Connecticut                                                       | 29 tháng 7 năm 1943  | 7 tháng 5 năm 1944   | 28 tháng 8 năm 1944   | 23 tháng 5 năm 1948  | Chuyển giao cho Thổ Nhĩ Kỳ ngày 23 tháng 5 năm 1948 dưới tên 2. İnönü, xóa đăng bạ ngày 28 tháng 5 năm 1948, xóa đăng bạ bởi Hải quân Thổ Nhĩ Kỳ ngày 30 tháng 11 năm 1973 và được trao trả cho Mỹ |
| Boarfish              | SS-327          | Công ty Electric Boat, Groton, Connecticut                                                       | 12 tháng 8 năm 1943  | 21 tháng 5 năm 1944  | 23 tháng 9 năm 1944   | 23 tháng 5 năm 1948  | Chuyển giao cho Thổ Nhĩ Kỳ ngày 23 tháng 5 năm 1948 dưới tên Sakarya, xóa đăng bạ ngày 28 tháng 5 năm 1948, xóa đăng bạ bởi Hải quân Thổ Nhĩ Kỳ ngày 12 tháng 12 năm 1975, trao trả cho Mỹ và bán tháo dỡ vào năm 1980 |
| Charr                 | SS-328          | Công ty Electric Boat, Groton, Connecticut                                                       | 26 tháng 8 năm 1943  | 28 tháng 5 năm 1944  | 23 tháng 9 năm 1944   | 28 tháng 6 năm 1969  | Hoán đổi thành tàu FS năm 1951, AGSS ngày 1 tháng 7 năm 1966, PT 1969-1971, IXSS 30 tháng 6 năm 1971; xóa đăng bạ ngày 20 tháng 12 năm 1971, bán tháo dỡ ngày 17 tháng 8 năm 1972 |
| Charr                 | SS-328          | Công ty Electric Boat, Groton, Connecticut                                                       | 26 tháng 8 năm 1943  | 28 tháng 5 năm 1944  | 28 tháng 6 năm 1969   | 20 tháng 12 năm 1971 | Hoán đổi thành tàu FS năm 1951, AGSS ngày 1 tháng 7 năm 1966, PT 1969-1971, IXSS 30 tháng 6 năm 1971; xóa đăng bạ ngày 20 tháng 12 năm 1971, bán tháo dỡ ngày 17 tháng 8 năm 1972 |
| Chub                  | SS-329          | Công ty Electric Boat, Groton, Connecticut                                                       | 16 tháng 9 năm 1943  | 18 tháng 6 năm 1944  | 21 tháng 10 năm 1944  | 23 tháng 5 năm 1948  | Chuyển giao cho Thổ Nhĩ Kỳ ngày 25 tháng 5 năm 1948 dưới tên Gür, xóa đăng bạ ngày 28 tháng 5 năm 1948, xóa đăng bạ bởi Hải quân Thổ Nhĩ Kỳ ngày 12 tháng 12 năm 1975 và được trao trả cho Mỹ, bán tháo dỡ ngày 22 tháng 5 năm 1976 |
| Brill                 | SS-330          | Công ty Electric Boat, Groton, Connecticut                                                       | 23 tháng 9 năm 1943  | 25 tháng 6 năm 1944  | 26 tháng 10 năm 1944  | 23 tháng 5 năm 1948  | Chuyển giao cho Thổ Nhĩ Kỳ 25 tháng 5 năm 1948 dưới tên 1. İnönü, xóa đăng bạ ngày 28 tháng 5 năm 1948, xóa đăng bạ bởi Hải quân Thổ Nhĩ Kỳ ngày 29 tháng 11 năm 1972 và được trao trả về Mỹ |
| Bugara                | SS-331          | Công ty Electric Boat, Groton, Connecticut                                                       | 21 tháng 10 năm 1943 | 2 tháng 7 năm 1944   | 15 tháng 11 năm 1944  | 1 tháng 10 năm 1970  | Hoán đổi thành tàu FS năm 1951, AGSS ngày 30 tháng 6 năm 1969, SS 1 tháng 10 năm 1969; xóa đăng bạ ngày 1 tháng 10 năm 1970, chìm khi đang kéo ra làm tàu mục tiêu ngày 1 tháng 6 năm 1971 |
| Bullhead              | SS-332          | Công ty Electric Boat, Groton, Connecticut                                                       | 21 tháng 10 năm 1943 | 16 tháng 7 năm 1944  | 4 tháng 12 năm 1944   |                      | Bị máy bay Nhật bắn chìm, 6 tháng 8 năm 1945 |
| Bumper                | SS-333          | Công ty Electric Boat, Groton, Connecticut                                                       | 6 tháng 11 năm 1943  | 6 tháng 8 năm 1944   | 9 tháng 12 năm 1944   | 16 tháng 11 năm 1950 | Hoán đổi thành tàu FS năm 1950, chuyển giao cho Thổ Nhĩ Kỳ 16 tháng 11 năm 1950 dưới tên Çanakkale, xóa đăng bạ ngày 20 tháng 12 năm 1950; xóa đăng bạ bởi Hải quân Thổ Nhĩ Kỳ ngày 8 tháng 11 năm 1976, không rõ số phận sau đó |
| Cabezon               | SS-334          | Công ty Electric Boat, Groton, Connecticut                                                       | 18 tháng 11 năm 1943 | 27 tháng 8 năm 1944  | 30 tháng 12 năm 1944  | 24 tháng 10 năm 1953 | Hoán đổi thành tàu AGSS 1 tháng 12 năm 1962, PT 1960-1970; xóa đăng bạ ngày 15 tháng 5 năm 1970, bán tháo dỡ ngày 28 tháng 12 năm 1971 |
| Cabezon               | SS-334          | Công ty Electric Boat, Groton, Connecticut                                                       | 18 tháng 11 năm 1943 | 27 tháng 8 năm 1944  | tháng 4 năm 1960      | 15 tháng 5 năm 1970  | Hoán đổi thành tàu AGSS 1 tháng 12 năm 1962, PT 1960-1970; xóa đăng bạ ngày 15 tháng 5 năm 1970, bán tháo dỡ ngày 28 tháng 12 năm 1971 |
| Dentuda               | SS-335          | Công ty Electric Boat, Groton, Connecticut                                                       | 18 tháng 11 năm 1943 | 10 tháng 9 năm 1944  | 30 tháng 12 năm 1944  | 11 tháng 12 năm 1946 | Sống sót qua thử nghiệm bom tại chiến dịch Crossroad tháng 7 năm 1946, hoán đổi thành tàu PT 1946-1967, AGSS 1 tháng 12 năm 1962; xóa đăng bạ ngày 30 tháng 6 năm 1967, bán tháo dỡ ngày 12 tháng 2 năm 1969 |
| Dentuda               | SS-335          | Công ty Electric Boat, Groton, Connecticut                                                       | 18 tháng 11 năm 1943 | 10 tháng 9 năm 1944  | 11 tháng 12 năm 1946  | 30 tháng 6 năm 1967  | Sống sót qua thử nghiệm bom tại chiến dịch Crossroad tháng 7 năm 1946, hoán đổi thành tàu PT 1946-1967, AGSS 1 tháng 12 năm 1962; xóa đăng bạ ngày 30 tháng 6 năm 1967, bán tháo dỡ ngày 12 tháng 2 năm 1969 |
| Capitaine             | SS-336          | Công ty Electric Boat, Groton, Connecticut                                                       | 2 tháng 12 năm 1943  | 1 tháng 10 năm 1944  | 26 tháng 1 năm 1945   | 10 tháng 2 năm 1950  | Hoán đổi thành tàu AGSS 1 tháng 7 năm 1960, FS 1966, chuyển giao cho Italy ngày 4 tháng 3 năm 1966 dưới tên Alfredo Cappellini; xóa đăng bạ ngày và bán cho Italy ngày 5 tháng 12 năm 1977, số phận khôgn rõ |
| Capitaine             | SS-336          | Công ty Electric Boat, Groton, Connecticut                                                       | 2 tháng 12 năm 1943  | 1 tháng 10 năm 1944  | 23 tháng 2 năm 1957   | 4 tháng 3 năm 1966   | Hoán đổi thành tàu AGSS 1 tháng 7 năm 1960, FS 1966, chuyển giao cho Italy ngày 4 tháng 3 năm 1966 dưới tên Alfredo Cappellini; xóa đăng bạ ngày và bán cho Italy ngày 5 tháng 12 năm 1977, số phận khôgn rõ |
| Carbonero             | SS-337          | Công ty Electric Boat, Groton, Connecticut                                                       | 16 tháng 12 năm 1943 | 15 tháng 10 năm 1944 | 7 tháng 2 năm 1945    | 1 tháng 12 năm 1970  | Hoán đổi thành tàu mang tên lửa Loon năm 1949, FS năm 1952, AGSS ngày 30 tháng 6 năm 1969, SS 1 tháng 10 năm 1969, xóa đăng bạ ngày 1 tháng 12 năm 1970, bị đánh chìm như một mục tiêu ngày 27 tháng 4 năm 1975 |
| Carp                  | SS-338          | Công ty Electric Boat, Groton, Connecticut                                                       | 23 tháng 12 năm 1943 | 12 tháng 11 năm 1944 | 28 tháng 2 năm 1945   | 18 tháng 3 năm 1968  | Hoán đổi thành tàu FS năm 1952, AGSS 1 tháng 5 năm 1968, PT 1968-1971, IXSS 30 tháng 6 năm 1971; xóa đăng bạ ngày 20 tháng 12 năm 1971, bán tháo dỡ ngày 26 tháng 7 năm 1973 |
| Carp                  | SS-338          | Công ty Electric Boat, Groton, Connecticut                                                       | 23 tháng 12 năm 1943 | 12 tháng 11 năm 1944 | 18 tháng 3 năm 1968   | 20 tháng 12 năm 1971 | Hoán đổi thành tàu FS năm 1952, AGSS 1 tháng 5 năm 1968, PT 1968-1971, IXSS 30 tháng 6 năm 1971; xóa đăng bạ ngày 20 tháng 12 năm 1971, bán tháo dỡ ngày 26 tháng 7 năm 1973 |
| Catfish               | SS-339          | Công ty Electric Boat, Groton, Connecticut                                                       | 6 tháng 1 năm 1944   | 19 tháng 11 năm 1944 | 19 tháng 3 năm 1945   | 1 tháng 7 năm 1971   | Hoán đổi thành tàu G II năm 1949, xóa đăng bạ và bán cho Argentina 1 tháng 7 năm 1971 dưới tên Santa Fe (S-21); bị hư hỏng, mắc cạn sau khi bị máy bay Anh tấn công ngày 25 tháng 4 năm 1982, đánh đắm ngày 10 tháng 2 năm 1985 |
| Entemedor             | SS-340          | Công ty Electric Boat, Groton, Connecticut                                                       | 3 tháng 2 năm 1944   | 17 tháng 12 năm 1944 | 6 tháng 4 năm 1945    | 10 tháng 12 năm 1948 | Hoán đổi thành tàu G IIA năm 1952; xóa đăng bạ và bán cho Thổ Nhĩ Kỳ ngày 31 tháng 7 năm 1972 dưới tên Preveze; xóa đăng bạ bởi Hải quân Thổ Nhĩ Kỳ ngày 20 tháng 3 năm 1986, số phận sau đó không rõ |
| Entemedor             | SS-340          | Công ty Electric Boat, Groton, Connecticut                                                       | 3 tháng 2 năm 1944   | 17 tháng 12 năm 1944 | 24 tháng 10 năm 1950  | 31 tháng 7 năm 1972  | Hoán đổi thành tàu G IIA năm 1952; xóa đăng bạ và bán cho Thổ Nhĩ Kỳ ngày 31 tháng 7 năm 1972 dưới tên Preveze; xóa đăng bạ bởi Hải quân Thổ Nhĩ Kỳ ngày 20 tháng 3 năm 1986, số phận sau đó không rõ |
| Chivo                 | SS-341          | Công ty Electric Boat, Groton, Connecticut                                                       | 21 tháng 2 năm 1944  | 14 tháng 1 năm 1945  | 28 tháng 4 năm 1945   | 1 tháng 7 năm 1971   | Hoán đổi thành tàu G IA năm 1951; xóa đăng bạ và bán cho Argentina 1 tháng 7 năm 1971 dưới tên Santiago del Estero (S-22); xóa đăng bạ bởi Argentina tháng 1 năm 1981, bán tháo dỡ năm 1983 |
| Chopper               | SS-342          | Công ty Electric Boat, Groton, Connecticut                                                       | 2 tháng 3 năm 1944   | 4 tháng 2 năm 1945   | 25 tháng 5 năm 1945   | 27 tháng 8 năm 1969  | Hoán đổi thành tàu G IA năm 1951, AGSS 15 tháng 9 năm 1969, PT 1969-1971, IXSS 30 tháng 6 năm 1971; xóa đăng bạ ngày 1 tháng 10 năm 1971, chìm vào tháng 7 năm 1976 khi được kéo ra khơi làm mục tiêu tập bắn |
| Clamagore             | SS-343          | Công ty Electric Boat, Groton, Connecticut                                                       | 16 tháng 3 năm 1944  | 25 tháng 2 năm 1945  | 28 tháng 6 năm 1945   | 12 tháng 6 năm 1973  | Hoán đổi thành tàu G II năm 1948, G III năm 1962; xóa đăng bạ ngày 12 tháng 6 năm 1975, tàu bảo tàng tại Mũi Patriots, Mount Pleasant, South Carolina |
| Cobbler               | SS-344          | Công ty Electric Boat, Groton, Connecticut                                                       | 3 tháng 4 năm 1944   | 1 tháng 4 năm 1945   | 8 tháng 8 năm 1945    | 21 tháng 11 năm 1973 | Hoán đổi thành tàu G II năm 1949, G III năm 1962; xóa đăng bạ ngày và bán cho Thổ Nhĩ Kỳ ngày 21 tháng 11 năm 1973 dưới tên Çanakkale; xóa đăng bạn ngày 22 tháng 1 năm 1998, số phận sau đó không rõ |
| Cochino               | SS-345          | Công ty Electric Boat, Groton, Connecticut                                                       | 13 tháng 4 năm 1944  | 20 tháng 4 năm 1945  | 25 tháng 8 năm 1945   | —                    | Hoán đổi thành tàu G II năm 1949; chìm trong vụ cháy ắc quy tàu năm 26 tháng 8 năm 1949 |
| Corporal              | SS-346          | Công ty Electric Boat, Groton, Connecticut                                                       | 27 tháng 4 năm 1944  | 10 tháng 6 năm 1945  | 9 tháng 11 năm 1945   | 21 tháng 11 năm 1973 | Hoán đổi thành tàu G II năm 1948, G III năm 1962; xóa đăng bạ ngày và bán cho Thổ Nhĩ Kỳ ngày 21 tháng 11 năm 1973 dưới tên 2. İnönü; xóa đăng bạ ngày 2 tháng 9 năm 1996, số phận sau đó không rõ |
| Cubera                | SS-347          | Công ty Electric Boat, Groton, Connecticut                                                       | 11 tháng 5 năm 1944  | 17 tháng 6 năm 1945  | 19 tháng 12 năm 1945  | 5 tháng 1 năm 1972   | Hoán đổi thành tàu G II năm 1948; xóa đăng bạ ngày và bán cho Venezuela 5 tháng 1 năm 1972 dưới tên Tiburon; xóa đăng bạ bởi Venezuela và bán tháo dỡ năm 1987 |
| Cusk                  | SS-348          | Công ty Electric Boat, Groton, Connecticut                                                       | 25 tháng 5 năm 1944  | 28 tháng 7 năm 1945  | 5 tháng 2 năm 1946    | 24 tháng 9 năm 1969  | Hoán đổi thành tàu SSG (mang tên lửa Loon) 20 tháng 1 năm 1948, FS năm 1954, SS 1 tháng 7 năm 1954, AGSS 30 tháng 6 năm 1969; xóa đăng bạ ngày 24 tháng 9 năm 1969, bán tháo dỡ ngày 26 tháng 6 năm 1972 |
| Diodon                | SS-349          | Công ty Electric Boat, Groton, Connecticut                                                       | 1 tháng 6 năm 1944   | 10 tháng 9 năm 1945  | 18 tháng 3 năm 1946   | 15 tháng 1 năm 1971  | Hoán đổi thành tàu G II năm 1948; xóa đăng bạ ngày 15 tháng 1 năm 1971, bán tháo dỡ ngày 12 tháng 5 năm 1972 |
| Dogfish               | SS-350          | Công ty Electric Boat, Groton, Connecticut                                                       | 22 tháng 6 năm 1944  | 27 tháng 10 năm 1945 | 29 tháng 4 năm 1946   | 28 tháng 7 năm 1972  | Hoán đổi thành tàu G II năm 1948; xóa đăng bạ ngày và bán cho Brazil 28 tháng 7 năm 1972 dưới tên Guanabara, xóa đăng bạ bởi Brazil và bán tháo dỡ năm 1983 |
| Greenfish             | SS-351          | Công ty Electric Boat, Groton, Connecticut                                                       | 29 tháng 6 năm 1944  | 21 tháng 12 năm 1945 | 7 tháng 6 năm 1946    | 19 tháng 12 năm 1973 | Hoán đổi thành tàu G II năm 1948, G III năm 1961; xóa đăng bạ ngày và bán cho Brazil 19 tháng 12 năm 1973 dưới tên Amazonas, xóa đăng bạ ngày bởi Brazil ngày 15 tháng 10 năm 1992, bán tháo dỡ ngày 30 tháng 1 năm 2004 |
| Halfbeak              | SS-352          | Công ty Electric Boat, Groton, Connecticut                                                       | 6 tháng 7 năm 1944   | 19 tháng 2 năm 1946  | 22 tháng 7 năm 1946   | 1 tháng 7 năm 1971   | Hoán đổi thành tàu G II năm 1948; xóa đăng bạ ngày 1 tháng 7 năm 1971, bán tháo dỡ ngày 13 tháng 6 năm 1972 |
| Dugong                | SS-353          | Công ty Electric Boat, Groton, Connecticut                                                       | —                    | —                    | —                     | —                    | Hủy đóng ngày 23 tháng 10 năm 1944 |
| Eel                   | SS-354          | Công ty Electric Boat, Groton, Connecticut                                                       | —                    | —                    | —                     | —                    | Hủy đóng ngày 23 tháng 10 năm 1944 |
| Espada                | SS-355          | Công ty Electric Boat, Groton, Connecticut                                                       | —                    | —                    | —                     | —                    | Hủy đóng ngày 23 tháng 10 năm 1944 |
| Jawfish (gốc-Fanegal) | SS-356          | Công ty Electric Boat, Groton, Connecticut                                                       | —                    | —                    | —                     | —                    | Hủy đóng ngày 29 tháng 7 năm 1944 |
| Ono (gốc-Friar)       | SS-357          | Công ty Electric Boat, Groton, Connecticut                                                       | —                    | —                    | —                     | —                    | Hủy đóng ngày 29 tháng 7 năm 1944 |
| Garlopa               | SS-358          | Công ty Electric Boat, Groton, Connecticut                                                       | —                    | —                    | —                     | —                    | Hủy đóng ngày 29 tháng 7 năm 1944 |
| Garrupa               | SS-359          | Công ty Electric Boat, Groton, Connecticut                                                       | —                    | —                    | —                     | —                    | Hủy đóng ngày 29 tháng 7 năm 1944 |
| Goldring              | SS-360          | Công ty Electric Boat, Groton, Connecticut                                                       | —                    | —                    | —                     | —                    | Hủy đóng ngày 29 tháng 7 năm 1944 |
| Hardhead              | SS-365          | Công ty Đóng tàu Manitowoc, Manitowoc, Wisconsin                                                 | 7 tháng 7 năm 1943   | 12 tháng 12 năm 1943 | 18 tháng 4 năm 1944   | 10 tháng 5 năm 1946  | Hoán đổi thành tàu G IIA năm 1953; chuyển giao cho Hy Lạp ngày 26 tháng 7 năm 1972 dưới tên Papanikolis, xóa đăng bạ ngày 31 tháng 12 năm 1992 |
| Hardhead              | SS-365          | Công ty Đóng tàu Manitowoc, Manitowoc, Wisconsin                                                 | 7 tháng 7 năm 1943   | 12 tháng 12 năm 1943 | 6 tháng 2 năm 1952    | 22 tháng 5 năm 1952  | Hoán đổi thành tàu G IIA năm 1953; chuyển giao cho Hy Lạp ngày 26 tháng 7 năm 1972 dưới tên Papanikolis, xóa đăng bạ ngày 31 tháng 12 năm 1992 |
| Hardhead              | SS-365          | Công ty Đóng tàu Manitowoc, Manitowoc, Wisconsin                                                 | 7 tháng 7 năm 1943   | 12 tháng 12 năm 1943 | 24 tháng 3 năm 1953   | 26 tháng 7 năm 1972  | Hoán đổi thành tàu G IIA năm 1953; chuyển giao cho Hy Lạp ngày 26 tháng 7 năm 1972 dưới tên Papanikolis, xóa đăng bạ ngày 31 tháng 12 năm 1992 |
| Hawkbill              | SS-366          | Công ty Đóng tàu Manitowoc, Manitowoc, Wisconsin                                                 | 7 tháng 8 năm 1943   | 9 tháng 1 năm 1944   | 17 tháng 5 năm 1944   | 20 tháng 9 năm 1946  | Hoán đổi thành tàu G IB năm 1952; chuyển giao cho Hà Lan ngày 21 tháng 4 năm 1953 dưới tên Zeeleeuw, bán tháo dỡ ngày 24 tháng 11 năm 1970 |
| Hawkbill              | SS-366          | Công ty Đóng tàu Manitowoc, Manitowoc, Wisconsin                                                 | 7 tháng 8 năm 1943   | 9 tháng 1 năm 1944   | 10 tháng 12 năm 1952  | 21 tháng 4 năm 1953  | Hoán đổi thành tàu G IB năm 1952; chuyển giao cho Hà Lan ngày 21 tháng 4 năm 1953 dưới tên Zeeleeuw, bán tháo dỡ ngày 24 tháng 11 năm 1970 |
| Icefish               | SS-367          | Công ty Đóng tàu Manitowoc, Manitowoc, Wisconsin                                                 | 4 tháng 9 năm 1943   | 20 tháng 2 năm 1944  | 10 tháng 6 năm 1944   | 21 tháng 6 năm 1946  | Hoán đổi thành tàu G IB năm 1952; chuyển giao cho Hà Lan ngày 21 tháng 2 năm 1953 dưới tên Walrus; trao trả cho Mỹ và xóa đăng bạ ngày 15 tháng 7 năm 1971, bán tháo dỡ ngày 15 tháng 8 năm 1971 |
| Icefish               | SS-367          | Công ty Đóng tàu Manitowoc, Manitowoc, Wisconsin                                                 | 4 tháng 9 năm 1943   | 20 tháng 2 năm 1944  | 5 tháng 5 năm 1952    | 29 tháng 7 năm 1952  | Hoán đổi thành tàu G IB năm 1952; chuyển giao cho Hà Lan ngày 21 tháng 2 năm 1953 dưới tên Walrus; trao trả cho Mỹ và xóa đăng bạ ngày 15 tháng 7 năm 1971, bán tháo dỡ ngày 15 tháng 8 năm 1971 |
| Icefish               | SS-367          | Công ty Đóng tàu Manitowoc, Manitowoc, Wisconsin                                                 | 4 tháng 9 năm 1943   | 20 tháng 2 năm 1944  | 10 tháng 12 năm 1952  | 21 tháng 2 năm 1953  | Hoán đổi thành tàu G IB năm 1952; chuyển giao cho Hà Lan ngày 21 tháng 2 năm 1953 dưới tên Walrus; trao trả cho Mỹ và xóa đăng bạ ngày 15 tháng 7 năm 1971, bán tháo dỡ ngày 15 tháng 8 năm 1971 |
| Jallao                | SS-368          | Công ty Đóng tàu Manitowoc, Manitowoc, Wisconsin                                                 | 29 tháng 9 năm 1943  | 12 tháng 3 năm 1944  | 8 tháng 7 năm 1944    | 30 tháng 9 năm 1946  | Hoán đổi thành tàu G IIA năm 1954; xóa đăng bạ và bán cho Tây Ban Nha ngày 26 tháng 6 năm 1974 dưới tên Narcíso Monturiol (S-35); bị đánh chìm ngày 31 tháng 12 năm 1984 |
| Jallao                | SS-368          | Công ty Đóng tàu Manitowoc, Manitowoc, Wisconsin                                                 | 29 tháng 9 năm 1943  | 12 tháng 3 năm 1944  | 4 tháng 12 năm 1953   | 26 tháng 6 năm 1974  | Hoán đổi thành tàu G IIA năm 1954; xóa đăng bạ và bán cho Tây Ban Nha ngày 26 tháng 6 năm 1974 dưới tên Narcíso Monturiol (S-35); bị đánh chìm ngày 31 tháng 12 năm 1984 |
| Kete                  | SS-369          | Công ty Đóng tàu Manitowoc, Manitowoc, Wisconsin                                                 | 25 tháng 10 năm 1943 | 9 tháng 4 năm 1944   | 31 tháng 7 năm 1944   | —                    | Chìm ngày 20 tháng 3 năm 1945 |
| Kraken                | SS-370          | Công ty Đóng tàu Manitowoc, Manitowoc, Wisconsin                                                 | 13 tháng 12 năm 1943 | 30 tháng 4 năm 1944  | 8 tháng 9 năm 1944    | 4 tháng 5 năm 1948   | Hoán đổi thành tàu FS năm 1959; chuyển giao cho Tây Ban Nha ngày 24 tháng 10 năm 1959 dưới tên Almirante García de los Reyes, bán tháo dỡ ngày 1 tháng 4 năm 1982 |
| Kraken                | SS-370          | Công ty Đóng tàu Manitowoc, Manitowoc, Wisconsin                                                 | 13 tháng 12 năm 1943 | 30 tháng 4 năm 1944  | 4 tháng 7 năm 1959    | 24 tháng 10 năm 1959 | Hoán đổi thành tàu FS năm 1959; chuyển giao cho Tây Ban Nha ngày 24 tháng 10 năm 1959 dưới tên Almirante García de los Reyes, bán tháo dỡ ngày 1 tháng 4 năm 1982 |
| Lagarto               | SS-371          | Công ty Đóng tàu Manitowoc, Manitowoc, Wisconsin                                                 | 12 tháng 1 năm 1944  | 28 tháng 5 năm 1944  | 14 tháng 10 năm 1944  | —                    | Bị tàu chiến Nhật Bản bắn chìm ngày 4 tháng 5 năm 1945 |
| Lamprey               | SS-372          | Công ty Đóng tàu Manitowoc, Manitowoc, Wisconsin                                                 | 28 tháng 2 năm 1944  | 18 tháng 6 năm 1944  | 17 tháng 11 năm 1944  | 3 tháng 6 năm 1946   | Chuyển giao cho Argentina 21 tháng 8 năm 1960 dưới tên Santiago del Estero; xóa đăng bạ ngày và bán cho Argentina 1 tháng 9 năm 1971, tháo dỡ năm 1971 |
| Lamprey               | SS-372          | Công ty Đóng tàu Manitowoc, Manitowoc, Wisconsin                                                 | 28 tháng 2 năm 1944  | 18 tháng 6 năm 1944  | 1960                  | 21 tháng 8 năm 1960  | Chuyển giao cho Argentina 21 tháng 8 năm 1960 dưới tên Santiago del Estero; xóa đăng bạ ngày và bán cho Argentina 1 tháng 9 năm 1971, tháo dỡ năm 1971 |
| Lizardfish            | SS-373          | Công ty Đóng tàu Manitowoc, Manitowoc, Wisconsin                                                 | 14 tháng 3 năm 1944  | 16 tháng 7 năm 1944  | 30 tháng 12 năm 1944  | 24 tháng 6 năm 1946  | Hoán đổi thành tàu FS năm 1959; chuyển giao cho Italy 9 tháng 1 năm 1960 dưới tên Evangelista Torricelli; xóa đăng bạ ngày 1 tháng 7 năm 1976 (hoặc ngày 15 tháng 7 năm 1978) |
| Lizardfish            | SS-373          | Công ty Đóng tàu Manitowoc, Manitowoc, Wisconsin                                                 | 14 tháng 3 năm 1944  | 16 tháng 7 năm 1944  | 5 tháng 9 năm 1959    | 9 tháng 1 năm 1960   | Hoán đổi thành tàu FS năm 1959; chuyển giao cho Italy 9 tháng 1 năm 1960 dưới tên Evangelista Torricelli; xóa đăng bạ ngày 1 tháng 7 năm 1976 (hoặc ngày 15 tháng 7 năm 1978) |
| Loggerhead            | SS-374          | Công ty Đóng tàu Manitowoc, Manitowoc, Wisconsin                                                 | 1 tháng 4 năm 1944   | 13 tháng 8 năm 1944  | 9 tháng 2 năm 1945    | 16 tháng 6 năm 1946  | Hoán đổi thành tàu PT 1960-1967, AGSS 1 tháng 12 năm 1962; xóa đăng bạ ngày 30 tháng 6 năm 1967, bán tháo dỡ ngày 29 tháng 8 năm 1969 |
| Loggerhead            | SS-374          | Công ty Đóng tàu Manitowoc, Manitowoc, Wisconsin                                                 | 1 tháng 4 năm 1944   | 13 tháng 8 năm 1944  | 1 tháng 6 năm 1960    | 30 tháng 6 năm 1967  | Hoán đổi thành tàu PT 1960-1967, AGSS 1 tháng 12 năm 1962; xóa đăng bạ ngày 30 tháng 6 năm 1967, bán tháo dỡ ngày 29 tháng 8 năm 1969 |
| Macabi                | SS-375          | Công ty Đóng tàu Manitowoc, Manitowoc, Wisconsin                                                 | 1 tháng 5 năm 1944   | 19 tháng 9 năm 1944  | 29 tháng 3 năm 1945   | 16 tháng 6 năm 1946  | Chuyển giao cho Argentina ngày 11 tháng 8 năm 1960 dưới tên Santa Fe (S-11); xóa đăng bạ và bán cho Argentina ngày 1 tháng 9 năm 1971, tháo dỡ năm 1972 |
| Macabi                | SS-375          | Công ty Đóng tàu Manitowoc, Manitowoc, Wisconsin                                                 | 1 tháng 5 năm 1944   | 19 tháng 9 năm 1944  | 6 tháng 5 năm 1960    | 11 tháng 8 năm 1960  | Chuyển giao cho Argentina ngày 11 tháng 8 năm 1960 dưới tên Santa Fe (S-11); xóa đăng bạ và bán cho Argentina ngày 1 tháng 9 năm 1971, tháo dỡ năm 1972 |
| Mapiro                | SS-376          | Công ty Đóng tàu Manitowoc, Manitowoc, Wisconsin                                                 | 30 tháng 5 năm 1944  | 9 tháng 11 năm 1944  | 30 tháng 4 năm 1945   | 16 tháng 3 năm 1946  | Hoán đổi thành tàu FS năm 1960; chuyển giao cho Thổ Nhĩ Kỳ ngày 18 tháng 3 năm 1960 dưới tên Pirireis, xóa đăng bạ và bán ngày 1 tháng 8 năm 1973; tháo dỡ năm 1980 |
| Mapiro                | SS-376          | Công ty Đóng tàu Manitowoc, Manitowoc, Wisconsin                                                 | 30 tháng 5 năm 1944  | 9 tháng 11 năm 1944  | 14 tháng 11 năm 1959  | 18 tháng 3 năm 1960  | Hoán đổi thành tàu FS năm 1960; chuyển giao cho Thổ Nhĩ Kỳ ngày 18 tháng 3 năm 1960 dưới tên Pirireis, xóa đăng bạ và bán ngày 1 tháng 8 năm 1973; tháo dỡ năm 1980 |
| Menhaden              | SS-377          | Công ty Đóng tàu Manitowoc, Manitowoc, Wisconsin                                                 | 21 tháng 6 năm 1944  | 20 tháng 12 năm 1944 | 22 tháng 6 năm 1945   | 31 tháng 5 năm 1946  | Hoán đổi thành tàu G IIA năm 1953; xóa đăng bạ ngày 15 tháng 8 năm 1973, làm mục tiêu dưới nước năm 1976; bán tháo dỡ năm 1988 |
| Menhaden              | SS-377          | Công ty Đóng tàu Manitowoc, Manitowoc, Wisconsin                                                 | 21 tháng 6 năm 1944  | 20 tháng 12 năm 1944 | 7 tháng 8 năm 1951    | 13 tháng 8 năm 1952  | Hoán đổi thành tàu G IIA năm 1953; xóa đăng bạ ngày 15 tháng 8 năm 1973, làm mục tiêu dưới nước năm 1976; bán tháo dỡ năm 1988 |
| Menhaden              | SS-377          | Công ty Đóng tàu Manitowoc, Manitowoc, Wisconsin                                                 | 21 tháng 6 năm 1944  | 20 tháng 12 năm 1944 | 6 tháng 3 năm 1953    | 13 tháng 8 năm 1971  | Hoán đổi thành tàu G IIA năm 1953; xóa đăng bạ ngày 15 tháng 8 năm 1973, làm mục tiêu dưới nước năm 1976; bán tháo dỡ năm 1988 |
| Mero                  | SS-378          | Công ty Đóng tàu Manitowoc, Manitowoc, Wisconsin                                                 | 22 tháng 7 năm 1944  | 17 tháng 1 năm 1945  | 17 tháng 8 năm 1945   | 15 tháng 6 năm 1946  | Hoán đổi thành tàu FS năm 1960; chuyển giao cho Thổ Nhĩ Kỳ ngày 20 tháng 4 năm 1960 dưới tên Hizireis, xóa đăng bạ và bán cho Thổ Nhĩ Kỳ ngày 1 tháng 8 năm 1973; bán tháo dỡ ngày 9 tháng 10 năm 1980 |
| Mero                  | SS-378          | Công ty Đóng tàu Manitowoc, Manitowoc, Wisconsin                                                 | 22 tháng 7 năm 1944  | 17 tháng 1 năm 1945  | 29 tháng 12 năm 1959  | 20 tháng 4 năm 1960  | Hoán đổi thành tàu FS năm 1960; chuyển giao cho Thổ Nhĩ Kỳ ngày 20 tháng 4 năm 1960 dưới tên Hizireis, xóa đăng bạ và bán cho Thổ Nhĩ Kỳ ngày 1 tháng 8 năm 1973; bán tháo dỡ ngày 9 tháng 10 năm 1980 |
| Needlefish            | SS-379          | Công ty Đóng tàu Manitowoc, Manitowoc, Wisconsin                                                 | —                    | —                    | —                     | —                    | Hủy đóng ngày 29 tháng 7 năm 1944 |
| Nerka                 | SS-380          | Công ty Đóng tàu Manitowoc, Manitowoc, Wisconsin                                                 | —                    | —                    | —                     | —                    | Hủy đóng ngày 29 tháng 7 năm 1944 |
| Sand Lance            | SS-381          | Xưởng Hải quân Portsmouth, Kittery, Maine                                                        | 12 tháng 3 năm 1943  | 25 tháng 6 năm 1943  | 9 tháng 10 năm 1943   | 14 tháng 2 năm 1946  | Chuyển giao cho Brazil 7 tháng 9 năm 1963 dưới tên Rio Grande do Sul, xóa đăng bạ ngày 1 tháng 9 năm 1972; trao trả về Mỹ ngày 12 tháng 10 năm 1972, bán tháo dỡ ngày 1 tháng 6 năm 1974 |
| Sand Lance            | SS-381          | Xưởng Hải quân Portsmouth, Kittery, Maine                                                        | 12 tháng 3 năm 1943  | 25 tháng 6 năm 1943  | 6 tháng 4 năm 1963    | 7 tháng 9 năm 1963   | Chuyển giao cho Brazil 7 tháng 9 năm 1963 dưới tên Rio Grande do Sul, xóa đăng bạ ngày 1 tháng 9 năm 1972; trao trả về Mỹ ngày 12 tháng 10 năm 1972, bán tháo dỡ ngày 1 tháng 6 năm 1974 |
| Picuda                | SS-382          | Xưởng Hải quân Portsmouth, Kittery, Maine                                                        | 15 tháng 3 năm 1943  | 12 tháng 7 năm 1943  | 16 tháng 10 năm 1943  | 25 tháng 9 năm 1946  | Hoán đổi thành tàu G IIA năm 1953, chuyển giao cho Tây Ban Nha 1 tháng 10 năm 1972 dưới tên Narcíso Monturiol, xóa đăng bạ ngày và bán cho Tây Ban Nha ngày 18 tháng 11 năm 1974; xóa đăng bạ bởi Tây Ban Nha ngày 30 tháng 4 năm 1977 |
| Picuda                | SS-382          | Xưởng Hải quân Portsmouth, Kittery, Maine                                                        | 15 tháng 3 năm 1943  | 12 tháng 7 năm 1943  | 19 tháng 6 năm 1953   | 1 tháng 10 năm 1972  | Hoán đổi thành tàu G IIA năm 1953, chuyển giao cho Tây Ban Nha 1 tháng 10 năm 1972 dưới tên Narcíso Monturiol, xóa đăng bạ ngày và bán cho Tây Ban Nha ngày 18 tháng 11 năm 1974; xóa đăng bạ bởi Tây Ban Nha ngày 30 tháng 4 năm 1977 |
| Pampanito             | SS-383          | Xưởng Hải quân Portsmouth, Kittery, Maine                                                        | 15 tháng 3 năm 1943  | 12 tháng 7 năm 1943  | 6 tháng 11 năm 1943   | 15 tháng 12 năm 1945 | Hoán đổi thành tàu PT 1960-1971, AGSS 1 tháng 12 năm 1962, IXSS 30 tháng 6 năm 1971; xóa đăng bạ ngày 20 tháng 12 năm 1971, tàu bảo tàng tại San Francisco, CA |
| Pampanito             | SS-383          | Xưởng Hải quân Portsmouth, Kittery, Maine                                                        | 15 tháng 3 năm 1943  | 12 tháng 7 năm 1943  | tháng 4 năm 1960      | 20 tháng 12 năm 1971 | Hoán đổi thành tàu PT 1960-1971, AGSS 1 tháng 12 năm 1962, IXSS 30 tháng 6 năm 1971; xóa đăng bạ ngày 20 tháng 12 năm 1971, tàu bảo tàng tại San Francisco, CA |
| Parche                | SS-384          | Xưởng Hải quân Portsmouth, Kittery, Maine                                                        | 9 tháng 4 năm 1943   | 24 tháng 7 năm 1943  | 20 tháng 11 năm 1943  | 11 tháng 12 năm 1946 | Sống sót qua thử nghiệm bom ở Chiến dịch Crossroad tháng 7 năm 1946, hoán đổi thành tàu PT 1948-1969, AGSS 1 tháng 12 năm 1962; xóa đăng bạ ngày 8 tháng 11 năm 1969, bán tháo dỡ ngày 18 tháng 6 năm 1970 |
| Parche                | SS-384          | Xưởng Hải quân Portsmouth, Kittery, Maine                                                        | 9 tháng 4 năm 1943   | 24 tháng 7 năm 1943  | 10 tháng 2 năm 1948   | 8 tháng 11 năm 1969  | Sống sót qua thử nghiệm bom ở Chiến dịch Crossroad tháng 7 năm 1946, hoán đổi thành tàu PT 1948-1969, AGSS 1 tháng 12 năm 1962; xóa đăng bạ ngày 8 tháng 11 năm 1969, bán tháo dỡ ngày 18 tháng 6 năm 1970 |
| Bang                  | SS-385          | Xưởng Hải quân Portsmouth, Kittery, Maine                                                        | 30 tháng 4 năm 1943  | 30 tháng 8 năm 1943  | 4 tháng 12 năm 1943   | 12 tháng 2 năm 1947  | Hoán đổi thành tàu G IIA năm 1952; chuyển giao cho Tây Ban Nha ngày 1 tháng 10 năm 1972 dưới tên Cosme García, xóa đăng bạ ngày và bán cho Tây Ban Nha ngày 18 tháng 11 năm 1974; bán tháo dỡ ngày 30 tháng 12 năm 1982 |
| Bang                  | SS-385          | Xưởng Hải quân Portsmouth, Kittery, Maine                                                        | 30 tháng 4 năm 1943  | 30 tháng 8 năm 1943  | 1 tháng 2 năm 1951    | 15 tháng 5 năm 1952  | Hoán đổi thành tàu G IIA năm 1952; chuyển giao cho Tây Ban Nha ngày 1 tháng 10 năm 1972 dưới tên Cosme García, xóa đăng bạ ngày và bán cho Tây Ban Nha ngày 18 tháng 11 năm 1974; bán tháo dỡ ngày 30 tháng 12 năm 1982 |
| Bang                  | SS-385          | Xưởng Hải quân Portsmouth, Kittery, Maine                                                        | 30 tháng 4 năm 1943  | 30 tháng 8 năm 1943  | 4 tháng 10 năm 1952   | 1 tháng 10 năm 1972  | Hoán đổi thành tàu G IIA năm 1952; chuyển giao cho Tây Ban Nha ngày 1 tháng 10 năm 1972 dưới tên Cosme García, xóa đăng bạ ngày và bán cho Tây Ban Nha ngày 18 tháng 11 năm 1974; bán tháo dỡ ngày 30 tháng 12 năm 1982 |
| Pilotfish             | SS-386          | Xưởng Hải quân Portsmouth, Kittery, Maine                                                        | 15 tháng 5 năm 1943  | 30 tháng 8 năm 1943  | 16 tháng 12 năm 1943  | 29 tháng 8 năm 1946  | Chìm trong chiến dịch Crossroad ngày 25 tháng 7 năm 1946, sau đó được trục vớt; xóa đăng bạ ngày 25 tháng 2 năm 1947, bị đánh chìm như một mục tiêu 16 tháng 10 năm 1948 |
| Pintado               | SS-387          | Xưởng Hải quân Portsmouth, Kittery, Maine                                                        | 7 tháng 5 năm 1943   | 15 tháng 9 năm 1943  | 1 tháng 1 năm 1944    | 6 tháng 3 năm 1946   | Hoán đổi thành tàu AGSS 1 tháng 12 năm 1962; xóa đăng bạ ngày 1 tháng 3 năm 1967, bán tháo dỡ ngày 19 tháng 2 năm 1969 |
| Pipefish              | SS-388          | Xưởng Hải quân Portsmouth, Kittery, Maine                                                        | 31 tháng 5 năm 1943  | 27 tháng 10 năm 1943 | 22 tháng 1 năm 1944   | 19 tháng 3 năm 1946  | Hoán đổi thành tàu AGSS 1 tháng 12 năm 1962; xóa đăng bạ ngày 1 tháng 3 năm 1967, bán tháo dỡ ngày 4 tháng 2 năm 1969 |
| Piranha               | SS-389          | Xưởng Hải quân Portsmouth, Kittery, Maine                                                        | 21 tháng 6 năm 1943  | 27 tháng 10 năm 1943 | 5 tháng 2 năm 1944    | 31 tháng 5 năm 1946  | Hoán đổi thành tàu AGSS 1 tháng 12 năm 1962; xóa đăng bạ ngày 1 tháng 3 năm 1967, bán tháo dỡ ngày 11 tháng 8 năm 1970 |
| Plaice                | SS-390          | Xưởng Hải quân Portsmouth, Kittery, Maine                                                        | 28 tháng 6 năm 1943  | 15 tháng 11 năm 1943 | 12 tháng 2 năm 1944   | tháng 11 năm 1947    | Chuyển giao cho Brazil 7 tháng 9 năm 1963 dưới tên Bahia, bán cho Brazil năm 1972, xóa đăng bạ ngày 1 tháng 4 năm 1973; bán tháo dỡ ngày 1978 khi nỗ lực bảo tồn tàu của Brazil thất bại |
| Plaice                | SS-390          | Xưởng Hải quân Portsmouth, Kittery, Maine                                                        | 28 tháng 6 năm 1943  | 15 tháng 11 năm 1943 | 18 tháng 5 năm 1963   | 7 tháng 9 năm 1963   | Chuyển giao cho Brazil 7 tháng 9 năm 1963 dưới tên Bahia, bán cho Brazil năm 1972, xóa đăng bạ ngày 1 tháng 4 năm 1973; bán tháo dỡ ngày 1978 khi nỗ lực bảo tồn tàu của Brazil thất bại |
| Pomfret               | SS-391          | Xưởng Hải quân Portsmouth, Kittery, Maine                                                        | 14 tháng 7 năm 1943  | 27 tháng 10 năm 1943 | 19 tháng 2 năm 1944   | tháng 4 năm 1952     | Hoán đổi thành tàu G IIA năm 1953; chuyển giao cho Thổ Nhĩ Kỳ 1 tháng 7 năm 1971 dưới tên Oruçreis, xóa đăng bạ và bán cho Thổ Nhĩ Kỳ ngày 1 tháng 8 năm 1973, xóa đăng bạ ngày 15 tháng 9 năm 1986 |
| Pomfret               | SS-391          | Xưởng Hải quân Portsmouth, Kittery, Maine                                                        | 14 tháng 7 năm 1943  | 27 tháng 10 năm 1943 | 5 tháng 12 năm 1952   | 1 tháng 7 năm 1971   | Hoán đổi thành tàu G IIA năm 1953; chuyển giao cho Thổ Nhĩ Kỳ 1 tháng 7 năm 1971 dưới tên Oruçreis, xóa đăng bạ và bán cho Thổ Nhĩ Kỳ ngày 1 tháng 8 năm 1973, xóa đăng bạ ngày 15 tháng 9 năm 1986 |
| Sterlet               | SS-392          | Xưởng Hải quân Portsmouth, Kittery, Maine                                                        | 14 tháng 7 năm 1943  | 27 tháng 10 năm 1943 | 4 tháng 3 năm 1944    | 18 tháng 9 năm 1948  | Hoán đổi thành tàu FS 1952, BQR-4 mang sonar ở mũi tàu năm 1955; xóa đăng bạ ngày 1 tháng 10 năm 1968, bị đánh chìm như một mục tiêu 31 tháng 1 năm 1969 |
| Sterlet               | SS-392          | Xưởng Hải quân Portsmouth, Kittery, Maine                                                        | 14 tháng 7 năm 1943  | 27 tháng 10 năm 1943 | 26 tháng 8 năm 1950   | 30 tháng 9 năm 1968  | Hoán đổi thành tàu FS 1952, BQR-4 mang sonar ở mũi tàu năm 1955; xóa đăng bạ ngày 1 tháng 10 năm 1968, bị đánh chìm như một mục tiêu 31 tháng 1 năm 1969 |
| Queenfish             | SS-393          | Xưởng Hải quân Portsmouth, Kittery, Maine                                                        | 27 tháng 7 năm 1943  | 30 tháng 11 năm 1943 | 11 tháng 3 năm 1944   | 1 tháng 3 năm 1963   | Hoán đổi thành tàu AGSS 1 tháng 7 năm 1960; xóa đăng bạ ngày 1 tháng 3 năm 1963, bị đánh chìm như một mục tiêu 14 tháng 8 năm 1963 |
| Razorback             | SS-394          | Xưởng Hải quân Portsmouth, Kittery, Maine                                                        | 9 tháng 9 năm 1943   | 27 tháng 1 năm 1944  | 3 tháng 4 năm 1944    | tháng 8 năm 1952     | Hoán đổi thành tàu G IIA năm 1954; xóa đăng bạ và bán cho Thổ Nhĩ Kỳ ngày 30 tháng 11 năm 1970 dưới tên Muratreis, xóa đăng bạ ngày 8 tháng 8 năm 2001, tàu bảo tàng tại North Little Rock, Arkansas |
| Razorback             | SS-394          | Xưởng Hải quân Portsmouth, Kittery, Maine                                                        | 9 tháng 9 năm 1943   | 27 tháng 1 năm 1944  | tháng 1 năm 1954      | 30 tháng 11 năm 1970 | Hoán đổi thành tàu G IIA năm 1954; xóa đăng bạ và bán cho Thổ Nhĩ Kỳ ngày 30 tháng 11 năm 1970 dưới tên Muratreis, xóa đăng bạ ngày 8 tháng 8 năm 2001, tàu bảo tàng tại North Little Rock, Arkansas |
| Redfish               | SS-395          | Xưởng Hải quân Portsmouth, Kittery, Maine                                                        | 9 tháng 9 năm 1943   | 27 tháng 1 năm 1944  | 12 tháng 4 năm 1944   | 27 tháng 6 năm 1968  | Hoán đổi thành tàu AGSS 1 tháng 7 năm 1960; xóa đăng bạ ngày 30 tháng 6 năm 1968, bị đánh chìm như một mục tiêu 6 tháng 2 năm 1969 |
| Ronquil               | SS-396          | Xưởng Hải quân Portsmouth, Kittery, Maine                                                        | 9 tháng 9 năm 1943   | 27 tháng 1 năm 1944  | 22 tháng 4 năm 1944   | 1 tháng 5 năm 1952   | Hoán đổi thành tàu G IIA năm 1953; xóa đăng bạ ngày và chuyển giao cho Tây Ban Nha ngày 1 tháng 7 năm 1971 dưới tên Isaac Peral; xóa đăng bạ bởi Tây Ban Nha năm 1982 |
| Ronquil               | SS-396          | Xưởng Hải quân Portsmouth, Kittery, Maine                                                        | 9 tháng 9 năm 1943   | 27 tháng 1 năm 1944  | 16 tháng 1 năm 1953   | 1 tháng 7 năm 1971   | Hoán đổi thành tàu G IIA năm 1953; xóa đăng bạ ngày và chuyển giao cho Tây Ban Nha ngày 1 tháng 7 năm 1971 dưới tên Isaac Peral; xóa đăng bạ bởi Tây Ban Nha năm 1982 |
| Scabbardfish          | SS-397          | Xưởng Hải quân Portsmouth, Kittery, Maine                                                        | 27 tháng 9 năm 1943  | 27 tháng 1 năm 1944  | 29 tháng 4 năm 1944   | 5 tháng 1 năm 1948   | Hoán đổi thành tàu FS năm 1965; chuyển giao cho Hy Lạp ngày 26 tháng 1965 dưới tên Triaina, xóa đăng bạ và bán cho Hy Lạp ngày 31 tháng 1 năm 1976; xóa đăng bạ bởi Hy Lạp ngày 12 tháng 1 năm 1979, nhưng được dùng làm tàu huấn luyện đến năm 1982                                                                                            |
| Scabbardfish          | SS-397          | Xưởng Hải quân Portsmouth, Kittery, Maine                                                        | 27 tháng 9 năm 1943  | 27 tháng 1 năm 1944  | 24 tháng 10 năm 1964  | 26 tháng 1965        | Hoán đổi thành tàu FS năm 1965; chuyển giao cho Hy Lạp ngày 26 tháng 1965 dưới tên Triaina, xóa đăng bạ và bán cho Hy Lạp ngày 31 tháng 1 năm 1976; xóa đăng bạ bởi Hy Lạp ngày 12 tháng 1 năm 1979, nhưng được dùng làm tàu huấn luyện đến năm 1982                                                                                            |
| Segundo               | SS-398          | Xưởng Hải quân Portsmouth, Kittery, Maine                                                        | 14 tháng 10 năm 1943 | 5 tháng 1944         | 9 tháng 5 năm 1944    | 1 tháng 8 năm 1970   | Hoán đổi thành tàu FS năm 1951; xóa đăng bạ ngày 8 tháng 8 năm 1970 và bị đánh chìm như một mục tiêu |
| Sea Cat               | SS-399          | Xưởng Hải quân Portsmouth, Kittery, Maine                                                        | 30 tháng 10 năm 1943 | 21 tháng 1944        | 16 tháng 5 năm 1944   | 2 tháng 12 năm 1968  | Hoán đổi thành tàu AGSS 30 tháng 9 năm 1949, SS 11 tháng 12 năm 1951, FS 1952, AGSS 29 tháng 6 năm 1968; xóa đăng bạ ngày 2 tháng 12 năm 1968, bán tháo dỡ ngày 18 tháng 5 năm 1973 |
| Sea Devil             | SS-400          | Xưởng Hải quân Portsmouth, Kittery, Maine                                                        | 18 tháng 11 năm 1943 | 28 tháng 2 năm 1944  | 24 tháng 5 năm 1944   | 9 tháng 9 năm 1948   | Hoán đổi thành tàu AGSS 1 tháng 7 năm 1960; xóa đăng bạ ngày 1 tháng 4 năm 1964, bị đánh chìm như một mục tiêu 24 tháng 11 năm 1964 |
| Sea Devil             | SS-400          | Xưởng Hải quân Portsmouth, Kittery, Maine                                                        | 18 tháng 11 năm 1943 | 28 tháng 2 năm 1944  | 3 tháng 3 năm 1951    | 19 tháng 1954        | Hoán đổi thành tàu AGSS 1 tháng 7 năm 1960; xóa đăng bạ ngày 1 tháng 4 năm 1964, bị đánh chìm như một mục tiêu 24 tháng 11 năm 1964 |
| Sea Devil             | SS-400          | Xưởng Hải quân Portsmouth, Kittery, Maine                                                        | 18 tháng 11 năm 1943 | 28 tháng 2 năm 1944  | 17 tháng 8 năm 1957   | 17 tháng 2 năm 1964  | Hoán đổi thành tàu AGSS 1 tháng 7 năm 1960; xóa đăng bạ ngày 1 tháng 4 năm 1964, bị đánh chìm như một mục tiêu 24 tháng 11 năm 1964 |
| Sea Dog               | SS-401          | Xưởng Hải quân Portsmouth, Kittery, Maine                                                        | 1 tháng 11 năm 1943  | 28 tháng 3 năm 1944  | 3 tháng 6 năm 1944    | 27 tháng 6 năm 1956  | Hoán đổi thành tàu AGSS ngày 1 tháng 12 năm 1962, PT 1960-1968; xóa đăng bạ ngày 2 tháng 12 năm 1968, bán tháo dỡ ngày 2 tháng 1 năm 1971 nhưng bị hủy, và bị đánh chìm như một mục tiêu ngày 18 tháng 5 năm 1973 |
| Sea Dog               | SS-401          | Xưởng Hải quân Portsmouth, Kittery, Maine                                                        | 1 tháng 11 năm 1943  | 28 tháng 3 năm 1944  | tháng 2 nămruary 1960 | 2 tháng 12 năm 1968  | Hoán đổi thành tàu AGSS ngày 1 tháng 12 năm 1962, PT 1960-1968; xóa đăng bạ ngày 2 tháng 12 năm 1968, bán tháo dỡ ngày 2 tháng 1 năm 1971 nhưng bị hủy, và bị đánh chìm như một mục tiêu ngày 18 tháng 5 năm 1973 |
| Sea Fox               | SS-402          | Xưởng Hải quân Portsmouth, Kittery, Maine                                                        | 2 tháng 11 năm 1943  | 28 tháng 3 năm 1944  | 13 tháng 6 năm 1944   | 15 tháng 10 năm 1952 | Hoán đổi thành tàu G IIA năm 1953; xóa đăng bạ và bán cho Thổ Nhĩ Kỳ ngày 14 tháng 12 năm 1970 dưới tên Burakreis, xóa đăng bạ bởi Thổ Nhĩ Kỳ ngày 1 tháng 7 năm 1996, bán tháo dỡ năm 2003 |
| Sea Fox               | SS-402          | Xưởng Hải quân Portsmouth, Kittery, Maine                                                        | 2 tháng 11 năm 1943  | 28 tháng 3 năm 1944  | 5 tháng 6 năm 1953    | 14 tháng 12 năm 1970 | Hoán đổi thành tàu G IIA năm 1953; xóa đăng bạ và bán cho Thổ Nhĩ Kỳ ngày 14 tháng 12 năm 1970 dưới tên Burakreis, xóa đăng bạ bởi Thổ Nhĩ Kỳ ngày 1 tháng 7 năm 1996, bán tháo dỡ năm 2003 |
| Atule                 | SS-403          | Xưởng Hải quân Portsmouth, Kittery, Maine                                                        | 2 tháng 12 năm 1943  | 6 tháng 3 năm 1944   | 21 tháng 6 năm 1944   | 8 tháng 9 năm 1947   | Hoán đổi thành tàu G IA năm 1951, AGSS 1 tháng 10 năm 1969, SS 30 tháng 6 năm 1971; xóa đăng bạ ngày 15 tháng 8 năm 1973, bán cho Peru 31 tháng 7 năm 1974 dưới tên Pacocha; chìm trong một vụ tai nạn ngày 26 tháng 8 năm 1988, trục vớt ngày 23 tháng 7 năm 1989                                                                              |
| Atule                 | SS-403          | Xưởng Hải quân Portsmouth, Kittery, Maine                                                        | 2 tháng 12 năm 1943  | 6 tháng 3 năm 1944   | 8 tháng 3 năm 1951    | 6 tháng 4 năm 1970   | Hoán đổi thành tàu G IA năm 1951, AGSS 1 tháng 10 năm 1969, SS 30 tháng 6 năm 1971; xóa đăng bạ ngày 15 tháng 8 năm 1973, bán cho Peru 31 tháng 7 năm 1974 dưới tên Pacocha; chìm trong một vụ tai nạn ngày 26 tháng 8 năm 1988, trục vớt ngày 23 tháng 7 năm 1989                                                                              |
| Spikefish             | SS-404          | Xưởng Hải quân Portsmouth, Kittery, Maine                                                        | 29 tháng 1 năm 1944  | 26 tháng 4 năm 1944  | 30 tháng 6 năm 1944   | 2 tháng 4 năm 1963   | Hoán đổi thành tàu AGSS 1 tháng 7 năm 1962; xóa đăng bạ ngày 1 tháng 5 năm 1963, bị đánh chìm như một mục tiêu ngày 4 tháng 8 năm 1964 |
| Sea Owl               | SS-405          | Xưởng Hải quân Portsmouth, Kittery, Maine                                                        | 7 tháng 2 năm 1944   | 7 tháng 5 năm 1944   | 17 tháng 7 năm 1944   | 15 tháng 11 năm 1969 | Hoán đổi thành tàu FS năm 1951, BQR-4 với sonar gắn ở mũi tàu năm 1955, AGSS 30 tháng 6 năm 1969; xóa đăng bạ ngày 15 tháng 11 năm 1969, bán tháo dỡ ngày 3 tháng 6 năm 1971 |
| Sea Poacher           | SS-406          | Xưởng Hải quân Portsmouth, Kittery, Maine                                                        | 23 tháng 2 năm 1944  | 20 tháng 5 năm 1944  | 31 tháng 7 năm 1944   | 15 tháng 11 năm 1969 | Hoán đổi thành tàu G IA 1952, BQR-4 với sonar gắn ở mũi tàu năm 1955, AGSS 1 tháng 11 năm 1969, SS 30 tháng 6 năm 1971; xóa đăng bạ ngày 15 tháng 8 năm 1973, bán cho Peru ngày 1 tháng 7 năm 1974 dưới tên Pabellion de Pica (sau đó là La Pedrera), loại biên chế năm 1995, số phận sau đó không rõ                                           |
| Sea Robin             | SS-407          | Xưởng Hải quân Portsmouth, Kittery, Maine                                                        | 1 tháng 3 năm 1944   | 25 tháng 5 năm 1944  | 7 tháng 8 năm 1944    | 1 tháng 10 năm 1970  | Hoán đổi thành tàu G IA năm 1951; xóa đăng bạ ngày 1 tháng 10 năm 1970, bán tháo dỡ ngày 3 tháng 6 năm 1971 |
| Sennet                | SS-408          | Xưởng Hải quân Portsmouth, Kittery, Maine                                                        | 8 tháng 3 năm 1944   | 6 tháng 6 năm 1944   | 22 tháng 8 năm 1944   | 2 tháng 12 năm 1968  | Hoán đổi thành tàu FS năm 1952; xóa đăng bạ ngày 2 tháng 12 năm 1968, bán tháo dỡ ngày 15 tháng 6 năm 1973 |
| Piper                 | SS-409          | Xưởng Hải quân Portsmouth, Kittery, Maine                                                        | 15 tháng 3 năm 1944  | 26 tháng 6 năm 1944  | 23 tháng 8 năm 1944   | 16 tháng 6 năm 1967  | Hoán đổi thành tàu FS năm 1951, BQR-4 với sonar gắn ở mũi tàu năm 1954, AGSS 15 tháng 6 năm 1967, PT 1967-1970; xóa đăng bạ ngày 1 tháng 7 năm 1970, bán tháo dỡ ngày tháng 6 năm 1971 |
| Threadfin             | SS-410          | Xưởng Hải quân Portsmouth, Kittery, Maine                                                        | 18 tháng 3 năm 1944  | 26 tháng 6 năm 1944  | 30 tháng 8 năm 1944   | 10 tháng 12 năm 1952 | Hoán đổi thành tàu G IIA năm 1953; chuyển giao cho Thổ Nhĩ Kỳ ngày 18 tháng 8 năm 1972 dưới tên 1. İnönü, xóa đăng bạ ngày 1 tháng 8 năm 1973, bán cho Thổ Nhĩ Kỳ ngày 18 tháng 8 năm 1973; xóa đăng bạ ngày 11 tháng 8 năm 1998 |
| Threadfin             | SS-410          | Xưởng Hải quân Portsmouth, Kittery, Maine                                                        | 18 tháng 3 năm 1944  | 26 tháng 6 năm 1944  | 7 tháng 8 năm 1953    | 18 tháng 8 năm 1972  | Hoán đổi thành tàu G IIA năm 1953; chuyển giao cho Thổ Nhĩ Kỳ ngày 18 tháng 8 năm 1972 dưới tên 1. İnönü, xóa đăng bạ ngày 1 tháng 8 năm 1973, bán cho Thổ Nhĩ Kỳ ngày 18 tháng 8 năm 1973; xóa đăng bạ ngày 11 tháng 8 năm 1998 |
| Spadefish             | SS-411          | Xưởng Hải quân tháng 3 năme Island, Vallejo, California                                          | 27 tháng 5 năm 1943  | 8 tháng 1 năm 1944   | 9 tháng 3 năm 1944    | 3 tháng 5 năm 1946   | Hoán đổi thành tàu AGSS 1 tháng 12 năm 1962; xóa đăng bạ ngày 1 tháng 4 năm 1967, bán tháo dỡ ngày 17 tháng 10 năm 1969 |
| Trepang               | SS-412          | Xưởng Hải quân tháng 3 năme Island, Vallejo, California                                          | 25 tháng 6 năm 1943  | 23 tháng 3 năm 1944  | 22 tháng 5 năm 1944   | 27 tháng 6 năm 1946  | Hoán đổi thành tàu PT 1960-1967, AGSS 1 tháng 12 năm 1962; xóa đăng bạ ngày 30 tháng 6 năm 1967, bị đánh chìm như một mục tiêu ngày 16 tháng 9 năm 1969 |
| Trepang               | SS-412          | Xưởng Hải quân tháng 3 năme Island, Vallejo, California                                          | 25 tháng 6 năm 1943  | 23 tháng 3 năm 1944  | February 1960         | 30 tháng 6 năm 1967  | Hoán đổi thành tàu PT 1960-1967, AGSS 1 tháng 12 năm 1962; xóa đăng bạ ngày 30 tháng 6 năm 1967, bị đánh chìm như một mục tiêu ngày 16 tháng 9 năm 1969 |
| Spot                  | SS-413          | Xưởng Hải quân tháng 3 năme Island, Vallejo, California                                          | 24 tháng 8 năm 1943  | 19 tháng 5 năm 1944  | 3 tháng 8 năm 1944    | 19 tháng 6 năm 1946  | Chuyển giao cho Chile 12 tháng 1 năm 1962 dưới tên Simpson; xóa đăng bạ bởi Chile ngày 1 tháng 8 năm 1975, tháo dỡ năm 1982, số phận sau đó không rõ |
| Spot                  | SS-413          | Xưởng Hải quân tháng 3 năme Island, Vallejo, California                                          | 24 tháng 8 năm 1943  | 19 tháng 5 năm 1944  | 19 tháng 8 năm 1961   | 12 tháng 1 năm 1962  | Chuyển giao cho Chile 12 tháng 1 năm 1962 dưới tên Simpson; xóa đăng bạ bởi Chile ngày 1 tháng 8 năm 1975, tháo dỡ năm 1982, số phận sau đó không rõ |
| Springer              | SS-414          | Xưởng Hải quân tháng 3 năme Island, Vallejo, California                                          | 30 tháng 10 năm 1943 | 3 tháng 8 năm 1944   | 18 tháng 10 năm 1944  | 26 tháng 6 năm 1946  | Chuyển giao cho Chile ngày 23 tháng 1 năm 1962 dưới tên Thomson |
| Springer              | SS-414          | Xưởng Hải quân tháng 3 năme Island, Vallejo, California                                          | 30 tháng 10 năm 1943 | 3 tháng 8 năm 1944   | 24 tháng 9 năm 1960   | 23 tháng 1 năm 1961  | Chuyển giao cho Chile ngày 23 tháng 1 năm 1962 dưới tên Thomson |
| Stickleback           | SS-415          | Xưởng Hải quân tháng 3 năme Island, Vallejo, California                                          | 1 tháng 3 năm 1944   | 1 tháng 1 năm 1945   | 29 tháng 3 năm 1945   | 26 tháng 6 năm 1946  | Hoán đổi thành tàu G IIA năm 1953; chìm sau một vụ va chạm với khu trục hạm hộ tống USS Silverstein (DE-534) 28 tháng 5 năm 1958 |
| Stickleback           | SS-415          | Xưởng Hải quân tháng 3 năme Island, Vallejo, California                                          | 1 tháng 3 năm 1944   | 1 tháng 1 năm 1945   | 6 tháng 9 năm 1951    | 14 tháng 11 năm 1952 | Hoán đổi thành tàu G IIA năm 1953; chìm sau một vụ va chạm với khu trục hạm hộ tống USS Silverstein (DE-534) 28 tháng 5 năm 1958 |
| Stickleback           | SS-415          | Xưởng Hải quân tháng 3 năme Island, Vallejo, California                                          | 1 tháng 3 năm 1944   | 1 tháng 1 năm 1945   | 26 tháng 6 năm 1953   | —                    | Hoán đổi thành tàu G IIA năm 1953; chìm sau một vụ va chạm với khu trục hạm hộ tống USS Silverstein (DE-534) 28 tháng 5 năm 1958 |
| Tiru                  | SS-416          | Xưởng Hải quân tháng 3 năme Island, Vallejo, California                                          | 17 tháng 4 năm 1944  | 16 tháng 9 năm 1947  | 1 tháng 9 năm 1948    | 1 tháng 7 năm 1975   | Hoàn thành với cấu hình G II, nâng cấp lên cấu hình thử nghiệm G III năm 1959; xóa đăng bạ ngày 1 tháng 7 năm 1975, bị đánh chìm như một mục tiêu ngày 19 tháng 7 năm 1979 |
| Trumpetfish           | SS-425          | Công ty Đóng tàu Cramp, Philadelphia, Pennsylvania                                               | 23 tháng 8 năm 1943  | 13 tháng 5 năm 1945  | 29 tháng 1 năm 1946   | 15 tháng 10 năm 1973 | Hoán đổi thành tàu G II năm 1948, G III năm 1962; xóa đăng bạ và bán cho Brazil ngày 15 tháng 10 năm 1973 dưới tên Goias, xóa đăng bạ ngày bởi Brazil 16 tháng 4 năm 1990, không rõ số phận sau đó |
| Tusk                  | SS-426          | Công ty Đóng tàu Cramp, Philadelphia, Pennsylvania                                               | 23 tháng 8 năm 1943  | 8 tháng 7 năm 1945   | 11 tháng 4 năm 1946   | 18 tháng 10 năm 1973 | Hoán đổi thành tàu G II năm 1948; xóa đăng bạ ngày và bán cho Đài Loan ngày 18 tháng 10 năm 1973 dưới tên Hai Pao |
| Turbot                | SS-427          | Công ty Đóng tàu Cramp, Philadelphia, Pennsylvania                                               | 13 tháng 11 năm 1943 |                      | —                     | —                    | Hủy đóng và việc thi công dừng ngày 12 tháng 8 năm 1945, hoãn hạ thủy và thân tàu được dùng làm mẫu nghiên cứu tại Annapolis, MD, bán tháo dỡ ngày 24 tháng 3 năm 1993 |
| Ulua                  | SS-428          | Công ty Đóng tàu Cramp, Philadelphia, Pennsylvania                                               | 13 tháng 11 năm 1943 |                      | —                     | —                    | Hủy đóng và việc thi công dừng ngày 12 tháng 8 năm 1945, hoãn hạ thủy và thân tàu được dùng làm thử nghiệm vũ khí tại Norfolk, VA 1951-1958; xóa đăng bạ ngày 12 tháng 6 năm 1958, bán tháo dỡ ngày 30 tháng 9 năm 1958 |
| Unicorn               | SS-429          | Công ty Đóng tàu Cramp, Philadelphia, Pennsylvania                                               | —                    | —                    | —                     | —                    | Hủy đóng 29 tháng 7 năm 1944 |
| Vendace               | SS-430          | Công ty Đóng tàu Cramp, Philadelphia, Pennsylvania                                               | —                    | —                    | —                     | —                    | Hủy đóng 29 tháng 7 năm 1944 |
| Walrus                | SS-431          | Công ty Đóng tàu Cramp, Philadelphia, Pennsylvania                                               | —                    | —                    | —                     | —                    | Hủy đóng 29 tháng 7 năm 1944 |
| Whitefish             | SS-432          | Công ty Đóng tàu Cramp, Philadelphia, Pennsylvania                                               | —                    | —                    | —                     | —                    | Hủy đóng 29 tháng 7 năm 1944 |
| Whiting               | SS-433          | Công ty Đóng tàu Cramp, Philadelphia, Pennsylvania                                               | —                    | —                    | —                     | —                    | Hủy đóng 29 tháng 7 năm 1944 |
| Wolffish              | SS-434          | Công ty Đóng tàu Cramp, Philadelphia, Pennsylvania                                               | —                    | —                    | —                     | —                    | Hủy đóng 29 tháng 7 năm 1944 |
| —                     | SS-438 – SS-457 | Công ty Electric Boat, Groton, Connecticut                                                       | —                    | —                    | —                     | —                    | Hủy đóng 29 tháng 7 năm 1944 |
| —                     | SS-458 – SS-463 | Công ty Đóng tàu Manitowoc, Manitowoc, Wisconsin                                                 | —                    | —                    | —                     | —                    | Hủy đóng 29 tháng 7 năm 1944 |
| Chicolar              | SS-464          | Công ty Đóng tàu Manitowoc, Manitowoc, Wisconsin                                                 | —                    | —                    | —                     | —                    | Hủy đóng 29 tháng 7 năm 1944 |
| —                     | SS-465 – SS-474 | Công ty Đóng tàu Manitowoc, Manitowoc, Wisconsin                                                 | —                    | —                    | —                     | —                    | Hủy đóng 29 tháng 7 năm 1944 |
| —                     | SS-530 – SS-536 | Công ty Đóng tàu Cramp, Philadelphia, Pennsylvania                                               | —                    | —                    | —                     | —                    | Hủy đóng 29 tháng 7 năm 1944 |